# G20
G20（ジートゥエンティ、英語: Group of Twenty）は、19の主権国および欧州連合（EU）とアフリカ連合（AU）で構成される政府間フォーラムである。加盟国はG7の7国、BRICSの5国、MIKTAの5国、サウジアラビア、アルゼンチンである。
20か国・地域首脳会合（G20首脳会合）および20か国・地域財務相・中央銀行総裁会議（G20財務相・中央銀行総裁会議）を開催している。主要20か国・地域とも言い、NHKでは先進国会合であるG7と区別して、先進国に新興国を加えた主要20か国と表現している。

## 概説

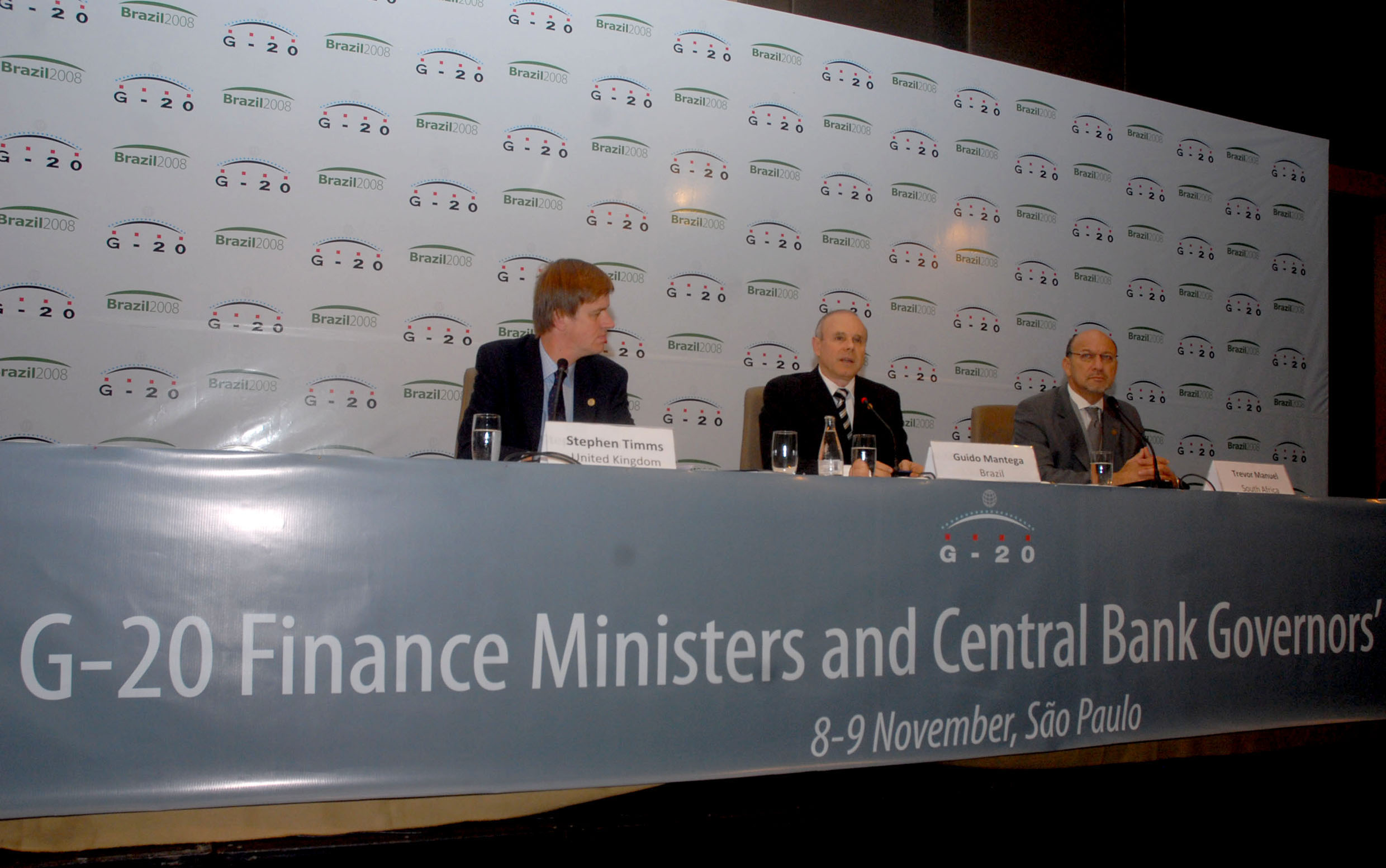
第11回G20財務大臣・中央銀行総裁会議

フランス、アメリカ、イギリス、ドイツ、日本、イタリア、カナダ、EUは、G7として定期的に財務大臣・中央銀行総裁会議を開催していたが、この先進7か国・1地域にG8参加国のロシアと新興国11か国（BRICSの残り4国とアルゼンチン・オーストラリア・インドネシア・メキシコ・韓国・サウジアラビア・トルコ）が加わり、1999年より20か国・地域財務大臣・中央銀行総裁会議（G20 Finance Ministers and Central Bank Governors）を開催している。この会議には国際通貨基金、世界銀行、国際エネルギー機関、欧州中央銀行など、関係する国際機関も参加している。
世界金融危機の深刻化を受けて、2008年からは20か国・地域首脳会合（G20 Summit）も開催されている。正式名称は「金融・世界経済に関する首脳会合」（Summit on Financial Markets and the World Economy）であるが、金融サミットとも呼ばれる。議長は各国持ち回りで担当し、任期中は議長国が事務局機能を果たすため、恒久的な事務局や常勤職員などは存在しない。
G20の20か国・地域（EU加盟国を含む）の国内総生産（GDP）を合計すると、世界のGDPの90%ほどを占め、貿易総額は世界の80%である。また加盟国の総人口は世界の3分の2、土地面積は半分ほどになる。欧州連合は団体としてG20に参加しており、欧州連合加盟国は、フランス、ドイツ、イタリアを除き個々の国としてG20には参加していない。しかしスペインやオランダのように、G20に参加していない国が必要に応じて会合に臨時出席する場合もある。
2009年に米国で開催されたG20は「G20を国際経済協力の第一の協議体」とすることで合意した。2010年6月に開催された4回目となるG20サミットは、カナダのトロントでG8サミットに連続して開催され、その最大目的は欧米諸国の財政・金融政策の健全化をどう達成するかであり、途上国の開発援助・地球温暖化の問題などが焦点となった。また、中国やインド、ブラジル、南アフリカ共和国などが国際経済で果たす役割が増す中で開かれた。
新型コロナウイルス感染症の流行を受けて、2020年には史上初のテレビ会議を通じた首脳会合が開催された。
2023年9月3日にはナイジェリアの大統領報道官が同国が「G20正式参加が望ましいが、政府はもたらされる利益とリスクを分析するため広範な協議に着手した」と述べ、G20正式参加の申請を検討していることを明らかにしている。同年9月9日に開幕したG20首脳会合では、議長国インドのモディ首相が新たにアフリカ連合をG20の正式メンバーに迎えたと発表した。

## 加盟国データ
| 所属州     | 国家・地域       | 貿易規模 十億ドル （2018） | GDP（名目） 百万ドル （2022） | GDP（PPP） 百万ドル （2022） | 一人当GDP （名目）ドル （2022） | 一人当GDP （PPP）ドル （2022） | HDI （2019） | 人口（2018）  | P5 | G7 | BRICS | DAC | OECD | IMFの分類  |
| ---------- | ---------------- | -------------------------- | ----------------------------- | ---------------------------- | ------------------------------- | ------------------------------ | ------------ | ------------- | -- | -- | ----- | --- | ---- | ---------- |
| 東アジア   | 日本             | 1,486.6                    | 4,912,147                     | 6,110,075                    | 39,243                          | 48,814                         | 0.919        | 126,431,000   | ×  | ○  | ×     | ○   | ○    | 先進国     |
| 東アジア   | 韓国             | 1,140.4                    | 1,804,680                     | 2,735,870                    | 34,994                          | 53,051                         | 0.916        | 51,665,000    | ×  | ×  | ×     | ○   | ○    | 先進国     |
| 東アジア   | 中国             | 4,629.0                    | 19,911,593                    | 30,177,926                   | 14,096                          | 21,364                         | 0.761        | 1,396,982,000 | ○  | ×  | ○     | ×   | ×    | 発展途上国 |
| 東南アジア | インドネシア     | 368.9                      | 1,289,295                     | 3,995,064                    | 4,691                           | 14,535                         | 0.718        | 265,316,000   | ×  | ×  | ○     | ×   | ×    | 発展途上国 |
| 南アジア   | インド           | 830.7                      | 3,534,743                     | 11,745,260                   | 2,515                           | 8,358                          | 0.645        | 1,334,221,000 | ×  | ×  | ○     | ×   | ×    | 発展途上国 |
| 西アジア   | サウジアラビア   | 369.1                      | 1,040,166                     | 2,002,542                    | 28,759                          | 55,368                         | 0.854        | 33,203,000    | ×  | ×  | ×     | ×   | ×    | 発展途上国 |
| ヨーロッパ | 欧州連合         |                            | 17,199,536                    | 23,730,275                   | 38,560                          | 53,201                         | 0.900        | 512,600,000   |    |    |       |     |      |            |
| ヨーロッパ | フランス         | 1,227.4                    | 2,936,702                     | 3,677,579                    | 44,747                          | 56,036                         | 0.901        | 65,098,000    | ○  | ○  | ×     | ○   | ○    | 先進国     |
| ヨーロッパ | ドイツ           | 2,834.0                    | 4,256,540                     | 5,269,963                    | 51,104                          | 63,271                         | 0.947        | 82,786,000    | ×  | ○  | ×     | ○   | ○    | 先進国     |
| ヨーロッパ | イタリア         | 1,047.4                    | 2,058,330                     | 2,972,091                    | 34,777                          | 50,216                         | 0.892        | 60,756,000    | ×  | ○  | ×     | ○   | ○    | 先進国     |
| ヨーロッパ | イギリス         | 1,157.1                    | 3,376,003                     | 3,751,845                    | 49,761                          | 55,301                         | 0.932        | 66,466,000    | ○  | ○  | ×     | ○   | ○    | 先進国     |
| 北アメリカ | カナダ           | 910.0                      | 2,221,218                     | 2,236,928                    | 57,406                          | 57,812                         | 0.929        | 38,179,630    | ×  | ○  | ×     | ○   | ○    | 先進国     |
| 北アメリカ | メキシコ         | 915.2                      | 1,322,740                     | 2,890,685                    | 10,166                          | 22,216                         | 0.779        | 124,738,000   | ×  | ×  | ×     | ×   | ○    | 発展途上国 |
| 北アメリカ | アメリカ合衆国   | 4,278.0                    | 25,346,805                    | 25,346,805                   | 76,027                          | 76,027                         | 0.926        | 328,116,000   | ○  | ○  | ×     | ○   | ○    | 先進国     |
| 南アメリカ | アルゼンチン     | 127.0                      | 564,277                       | 1,195,581                    | 12,187                          | 25,822                         | 0.845        | 44,570,000    | ×  | ×  | ×     | ×   | ×    | 発展途上国 |
| 南アメリカ | ブラジル         | 650.0                      | 1,833,274                     | 3,680,942                    | 8,570                           | 17,208                         | 0.765        | 210,869,000   | ×  | ×  | ○     | ×   | ×    | 発展途上国 |
| ヨーロッパ | ロシア           | 687.5                      | 1,829,050                     | 4,365,443                    | 12,575                          | 30,013                         | 0.824        | 146,850,200   | ○  | ×  | ○     | ×   | ×    | 発展途上国 |
| 西アジア   | トルコ           | 391.0                      | 692,380                       | 3,212,072                    | 8,081                           | 37,488                         | 0.820        | 71,867,000    | ×  | ×  | ×     | ×   | ○    | 発展途上国 |
| アフリカ   | 南アフリカ共和国 | 187.8                      | 426,166                       | 937,964                      | 6,979                           | 15,361                         | 0.709        | 57,420,000    | ×  | ×  | ○     | ×   | ×    | 発展途上国 |
| オセアニア | オーストラリア   | 481.1                      | 1,748,334                     | 1,605,196                    | 67,464                          | 61,941                         | 0.944        | 25,182,000    | ×  | ×  | ×     | ○   | ○    | 先進国     |

## 会合・会議の一覧

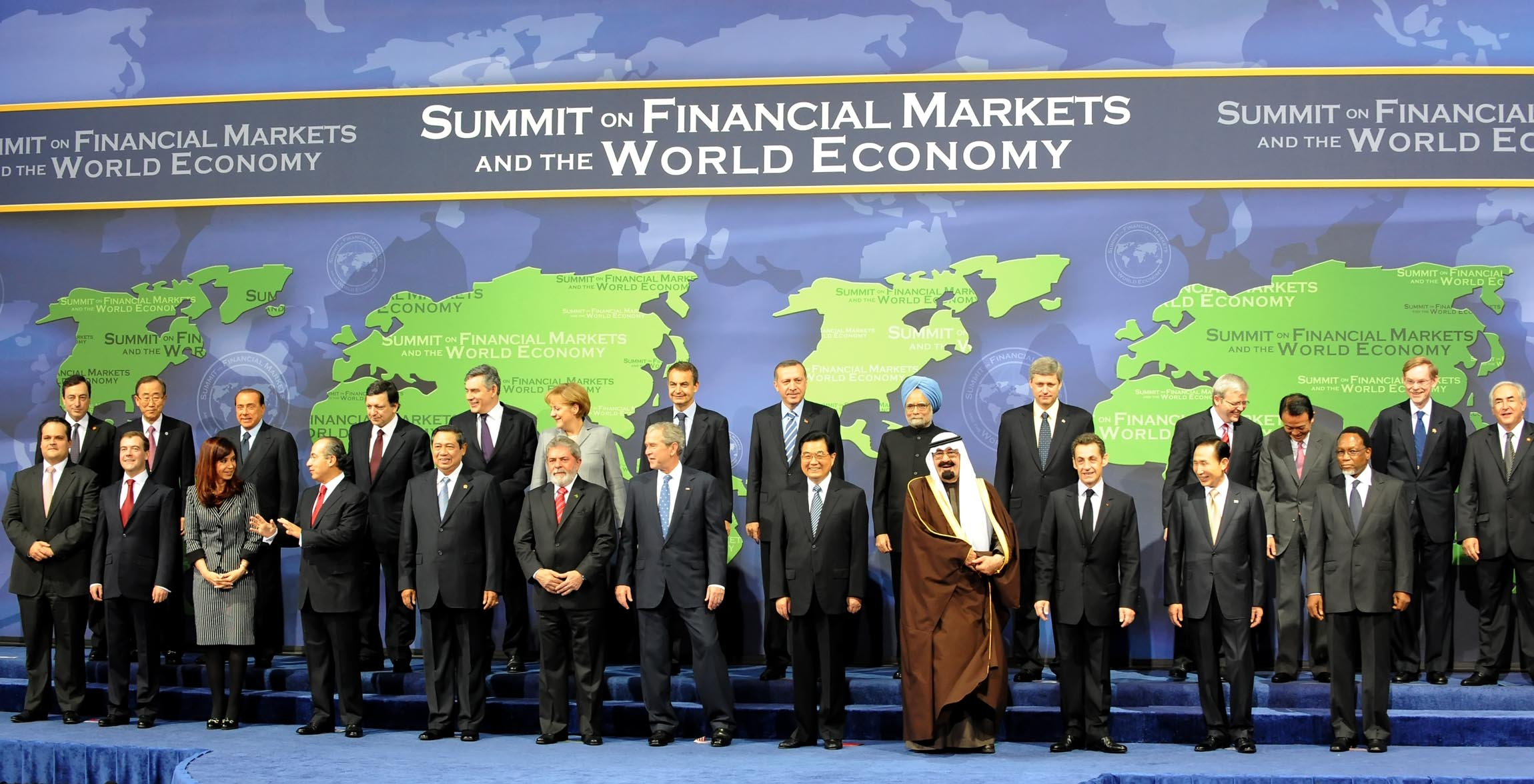
第1回G20首脳会合の出席者

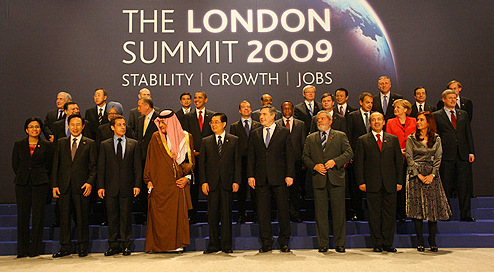
第2回G20首脳会合の出席者

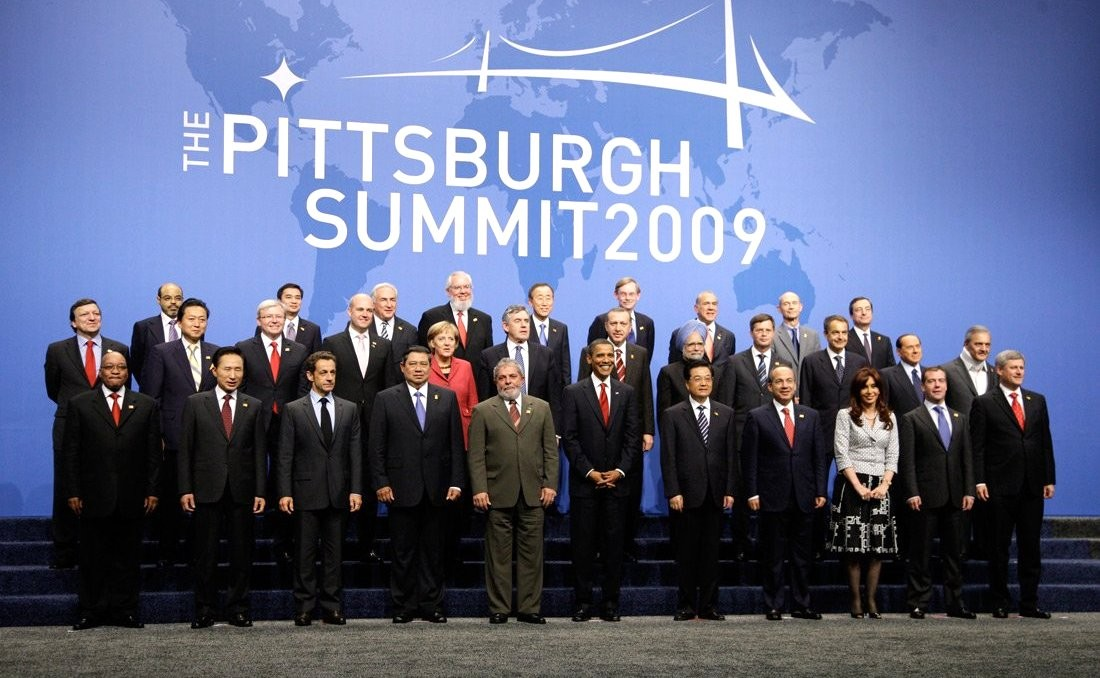
第3回G20首脳会合の出席者

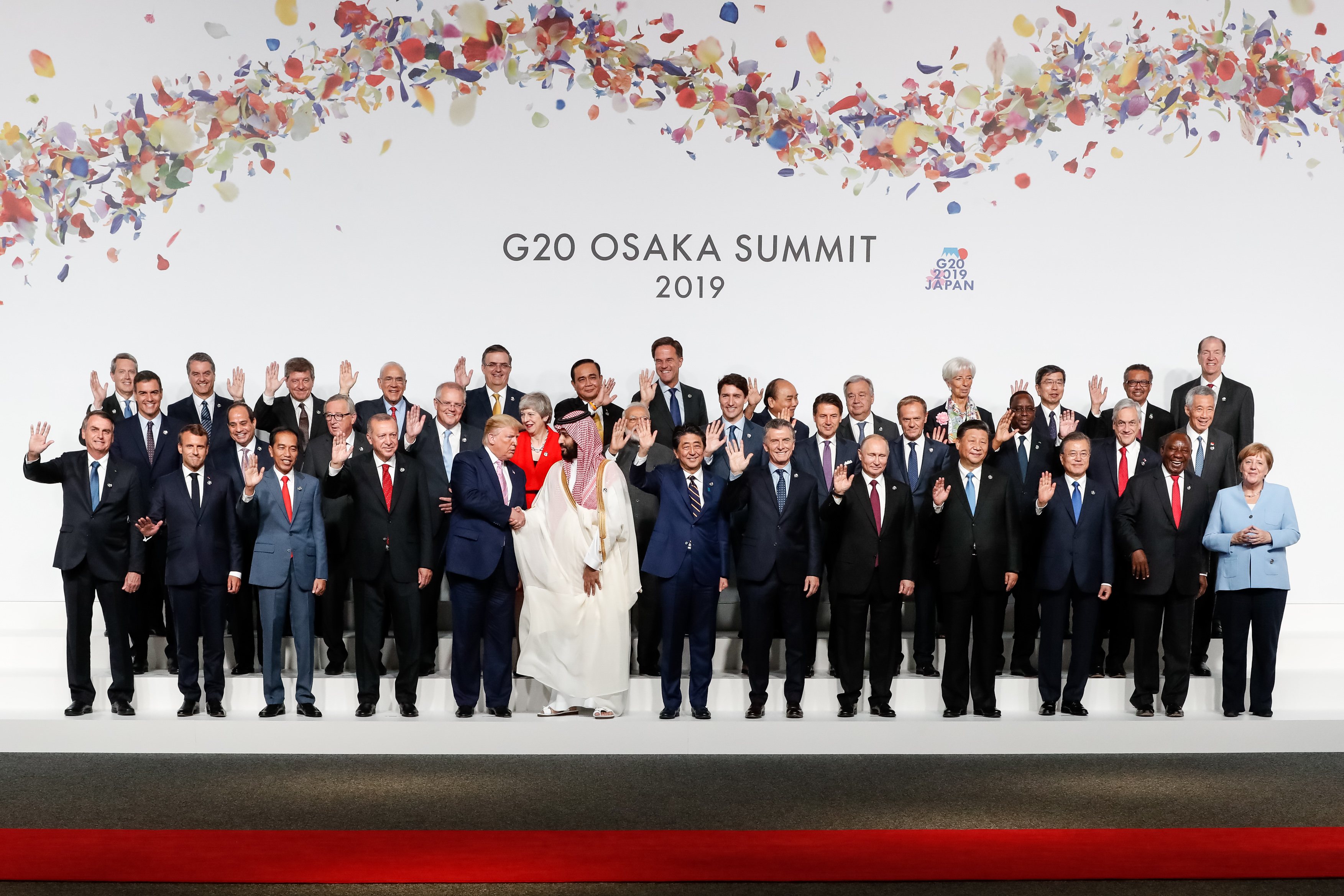
第14回G20首脳会合の出席者

### 首脳会合
| 回 | 日程                     | 国               | 開催地               | 会場                                                  | 開催国首脳                             |
| -- | ------------------------ | ---------------- | -------------------- | ----------------------------------------------------- | -------------------------------------- |
| 1  | 2008年11月14日 - 15日    | アメリカ合衆国   | ワシントンD.C.       | 国立建築博物館                                        | ジョージ・W・ブッシュ                  |
| 2  | 2009年4月2日             | イギリス         | ロンドン             | エクセル展覧会センター                                | ゴードン・ブラウン                     |
| 3  | 2009年9月24日 - 25日     | アメリカ合衆国   | ピッツバーグ         | デイヴィッド・L・ローレンス・コンベンション・センター | バラク・オバマ                         |
| 4  | 2010年6月26日 - 27日     | カナダ           | トロント             | メトロ・トロント・コンベンション・センター            | スティーヴン・ハーパー                 |
| 5  | 2010年11月11日 - 12日    | 韓国             | ソウル               | コエックス                                            | 李明博                                 |
| 6  | 2011年11月3日 - 4日      | フランス         | カンヌ               | パレ・デ・フェスティバル・エ・デ・コングレ            | ニコラ・サルコジ                       |
| 7  | 2012年6月18日 - 19日     | メキシコ         | ロス・カボス         | ロス・カボス国際コンベンション・センター              | フェリペ・カルデロン                   |
| 8  | 2013年9月5日 - 6日       | ロシア           | サンクトペテルブルク | コンスタンチン宮殿                                    | ウラジーミル・プーチン                 |
| 9  | 2014年11月15日 - 16日    | オーストラリア   | ブリスベン           | ブリスベン・コンベンション&エグジビション・センター   | トニー・アボット                       |
| 10 | 2015年11月15日 - 16日    | トルコ           | アンタルヤ           | レグナム・カーヤ国際コンベンション・センター          | レジェップ・タイイップ・エルドアン     |
| 11 | 2016年9月4日 - 5日       | 中国             | 杭州                 | 杭州国際博覧中心                                      | 習近平                                 |
| 12 | 2017年7月7日 - 8日       | ドイツ           | ハンブルク           | ハンブルク・メッセ                                    | アンゲラ・メルケル                     |
| 13 | 2018年11月30日 - 12月1日 | アルゼンチン     | ブエノスアイレス     | コスタ・サルゲロ・センター                            | マウリシオ・マクリ                     |
| 14 | 2019年6月28日 - 29日     | 日本             | 大阪                 | インテックス大阪                                      | 安倍晋三                               |
| 15 | 2020年11月21日 - 22日    | サウジアラビア   | リヤド               | （テレビ会議）                                        | サルマーン・ビン・アブドゥルアズィーズ |
| 16 | 2021年10月30日 - 31日    | イタリア         | ローマ               | ローマ・コンベンション・センター ラ・ヌーボラ         | マリオ・ドラギ                         |
| 17 | 2022年11月15日 - 16日    | インドネシア     | バリ                 | ジ・アプルヴァ・ケンピンスキー・バリ                  | ジョコ・ウィドド                       |
| 18 | 2023年9月9日 - 10日      | インド           | ニューデリー         | バーラト・マンダパム国際コンベンションセンター        | ナレンドラ・モディ                     |
| 19 | 2024年11月18日 - 19日    | ブラジル         | リオデジャネイロ     | リオデジャネイロ近代美術館                            | ルーラ・ダ・シルヴァ                   |
| 20 | 2025年11月22日 - 23日    | 南アフリカ共和国 | ヨハネスブルグ       | 未定                                                  | シリル・ラマポーザ                     |
| 21 | 2026年                   | アメリカ合衆国   | 未定                 | 未定                                                  | ドナルド・トランプ                     |

### 首脳会合議長国
G20首脳会談の議長国を決めるために、EUを除くすべての加盟国は4か国ずつ5グループに分けている。グループ1とグループ2を除き、同じ地域の国々は同じグループに属する。グループ内のすべての国は、そのグループの番になったときにG20議長国の資格がある。したがって、グループ内の国々で次のG20議長国を決める交渉をする必要がある。議長は20か国が持ち回りで担当し、12月1日から11月30日まで就任する。この制度はグループ5に属する韓国がG20議長を務めた2010年から制定されている。以下の表は各国のグループ分けをまとめたもの。
| Group#01#.                                                                                         | Group#02#.                                                         | Group#03#.                                                      | Group#04#.                                                             | Group#05#.                                                         |
| -------------------------------------------------------------------------------------------------- | ------------------------------------------------------------------ | --------------------------------------------------------------- | ---------------------------------------------------------------------- | ------------------------------------------------------------------ |
| - オーストラリア(2014) - イギリス(2005) & (2009) - アメリカ(2001) & (2008) - インド(2002)&(2023) · | - ドイツ(2016) - フランス(2004 & 2011) - イタリア(2021) - スペイン | - アルゼンチン - ブラジル(2024) - イラン(2020) - メキシコ(2012) | - ロシア(2013) - カナダ(2003)&(2010) - トルコ(2015) - 南アフリカ(2006) | - 中国(2007)&(2017) - インドネシア(2022) - 日本(2019) - 韓国(2011) |

- 欧州連合

継続性を確実にするために、現議長国・前議長国・次期議長国が協力する「トロイカ体制」によって支えられている。

### 財務大臣・中央銀行総裁会議
| 回 | 日程                  | 国               | 開催地               |
| -- | --------------------- | ---------------- | -------------------- |
| 1  | 1999年12月15日 - 16日 | ドイツ.:         | ベルリン             |
| 2  | 2000年10月24日 - 25日 | アメリカ合衆国   | モントリオール       |
| 3  | 2001年11月16日 - 17日 | カナダ           | オタワ               |
| 4  | 2002年11月23日        | インド           | ニューデリー         |
| 5  | 2003年10月27日        | メキシコ         | モレリア             |
| 6  | 2004年11月21日        | ドイツ           | ベルリン             |
| 7  | 2005年10月15日 - 16日 | 中国             | 河北省・香河         |
| 8  | 2006年11月18日 - 19日 | オーストラリア   | メルボルン           |
| 9  | 2006年11月17日 - 18日 | 南アフリカ共和国 | クレインモンド       |
| 10 | 2008年10月11日        | アメリカ合衆国   | ワシントンD.C.       |
| 11 | 2008年11月8日 - 9日   | ブラジル         | サンパウロ           |
| 12 | 2009年3月14日         | イギリス         | ロンドン             |
| 13 | 2009年9月5日          | イギリス         | ロンドン             |
| 14 | 2009年11月6日 - 7日   | イギリス         | セントアンドリュース |
| 15 | 2010年4月23日         | アメリカ合衆国   | ワシントンD.C.       |
| 16 | 2010年6月5日          | 韓国             | 釜山                 |
| 17 | 2010年10月23日        | 韓国             | 慶州                 |
| 18 | 2011年2月18日 - 19日  | フランス         | パリ                 |
| 19 | 2011年4月14日 - 15日  | アメリカ合衆国   | ワシントンD.C.       |
| 20 | 2011年9月22日         | アメリカ合衆国   | ワシントンD.C.       |
| 21 | 2011年10月14日 - 15日 | フランス         | パリ                 |
| 22 | 2012年2月25日 - 26日  | メキシコ         | メキシコシティ       |
| 23 | 2012年4月19日 - 20日  | アメリカ合衆国   | ワシントンD.C.       |
| 24 | 2012年11月4日 - 5日   | メキシコ         | メキシコシティ       |
| 25 | 2013年2月15日 - 16日  | ロシア           | モスクワ             |
| 26 | 2013年4月18日 - 19日  | アメリカ合衆国   | ワシントンD.C.       |
| 27 | 2013年7月19日 - 20日  | ロシア           | モスクワ             |
| 28 | 2013年10月10日 - 11日 | アメリカ合衆国   | ワシントンD.C.       |
| 29 | 2014年2月22日 - 23日  | オーストラリア   | シドニー             |
| 30 | 2014年4月10日 - 11日  | アメリカ合衆国   | ワシントンD.C.       |
| 31 | 2014年9月20日 - 21日  | オーストラリア   | ケアンズ             |
| 32 | 2015年2月9日 - 10日   | トルコ           | イスタンブール       |
| 33 | 2015年4月16日 - 17日  | アメリカ合衆国   | ワシントンD.C.       |
| 34 | 2015年9月4日 - 5日    | トルコ           | アンカラ             |
| 35 | 2016年2月26日 - 27日  | 中国             | 上海                 |
| 36 | 2016年4月14日 - 15日  | アメリカ合衆国   | ワシントンD.C.       |
| 37 | 2016年7月23日 - 24日  | 中国             | 成都                 |
| 38 | 2017年3月17日 - 18日  | ドイツ           | バーデン＝バーデン   |
| 39 | 2018年3月19日 - 20日  | アルゼンチン     | ブエノスアイレス     |
| 40 | 2018年4月20日         | アメリカ合衆国   | ワシントンD.C.       |
| 41 | 2018年7月21日 - 22日  | アルゼンチン     | ブエノスアイレス     |
| 42 | 2019年6月8日 - 9日    | 日本             | 福岡                 |
| 43 | 2019年10月17日 - 18日 | アメリカ合衆国   | ワシントンD.C.       |
| 44 | 2020年2月22日 - 23日  | サウジアラビア   | リヤド               |

第10回は金融市場危機および市場への影響を議論するために、臨時でワシントンD.C.にあるIMF本部にて開催された。

### 労働雇用大臣会合
| 回 | 日程                 | 国             | 開催地                                   |
| -- | -------------------- | -------------- | ---------------------------------------- |
| 1  | 2010年4月20日 - 21日 | アメリカ合衆国 | ワシントンD.C.                           |
| 2  | 2011年9月26日 - 27日 | フランス       | パリ                                     |
| 3  | 2012年5月17日 - 18日 | メキシコ       | グアダラハラ                             |
| 4  | 2013年7月17日 - 19日 | ロシア         | モスクワ                                 |
| 5  | 2014年9月10日 - 11日 | オーストラリア | メルボルン                               |
| 6  | 2015年9月3日 - 4日   | トルコ         | アンカラ                                 |
| 7  | 2016年7月12日 - 13日 | 中国           | 北京                                     |
| 8  | 2017年5月18日 - 19日 | ドイツ         | バート・ノイェンアール＝アールヴァイラー |
| 9  | 2018年9月6日 - 7日   | アルゼンチン   | メンドーサ                               |
| 10 | 2019年9月1日 - 2日   | 日本           | 松山                                     |
| 11 | 2020年9月10日        | サウジアラビア | （テレビ会議）                           |
| 12 | 2021年6月23日        | イタリア       | カターニア                               |

### 外務大臣会合
| 回 | 日程                  | 国           | 開催地           |
| -- | --------------------- | ------------ | ---------------- |
| 1  | 2017年2月16日 - 17日  | ドイツ       | ボン             |
| 2  | 2018年5月20日 - 21日  | アルゼンチン | ブエノスアイレス |
| 3  | 2019年11月22日 - 23日 | 日本         | 名古屋           |

### 貿易・経済大臣会合
| 回 | 日程               | 国             | 開催地             | 会合名称                   |
| -- | ------------------ | -------------- | ------------------ | -------------------------- |
|    | 2018年9月14日      | アルゼンチン   | マル・デル・プラタ | 貿易・投資大臣会合         |
|    | 2019年6月8日 - 9日 | 日本           | 茨城県つくば市     | 貿易・デジタル経済大臣会合 |
|    | 2020年9月22日      | サウジアラビア | （テレビ会議）     | 貿易・投資大臣会合         |

### エネルギー・環境大臣会合
| 回 | 日程                 | 国             | 開催地         | 会合名称                                                           |
| -- | -------------------- | -------------- | -------------- | ------------------------------------------------------------------ |
|    | 2018年6月19日        | アルゼンチン   | バリローチェ   | バリローチェ・エネルギー大臣会合                                   |
|    | 2019年6月15日 - 16日 | 日本           | 長野県軽井沢町 | 持続可能な成長のためのエネルギー転換と地球環境に関する関係閣僚会合 |
|    | 2020年9月16日        | サウジアラビア | （テレビ会議） | G20環境大臣会合                                                    |
|    | 2020年9月27日 - 28日 | サウジアラビア | （テレビ会議） | G20エネルギー大臣会合                                              |

### 保健大臣会合
G20 Meeting of Health Ministers。2017年の議長国ドイツで初開催された分野別閣僚級会合で、各国の保健担当大臣が議論する。
| 回 | 日程                  | 国・開催地                   | 日本からの出席者           | テーマ |
| -- | --------------------- | ---------------------------- | -------------------------- | --- |
| 1  | 2017年5月19日 - 20日  | ドイツ・ベルリン             | 山本大臣官房審議官         | 国際的な健康危機のマネジメント、保健システムの強化、薬剤耐性（AMR） 健康的な明日のための今日を共に（Together Today for a Healthy Tomorrow） |
| 2  | 2018年10月4日         | アルゼンチン・マルデルプラタ | 池田総括審議官（国際担当） | 薬剤耐性（AMR）、低栄養及び小児の肥満、保健システム強化、災害、危機、パンデミックへのヘルスケアシステム                                     |
| 3  | 2019年10月19日 - 20日 | 日本・岡山                   |                            | ユニバーサル・ヘルス・カバレッジ（UHC）の達成、高齢化への対応、健康危機への対応                                                             |

### 観光大臣会合
| 回 | 日程                  | 国             | 開催地           | 会合名称        |
| -- | --------------------- | -------------- | ---------------- | --------------- |
| 2  | 2010年10月11日-13日   | 韓国           | 扶余             | T20観光大臣会合 |
| 4  | 2012年5月15日-16日    | メキシコ       | メリダ           | T20観光大臣会合 |
| 5  | 2013年11月3日-4日     | イギリス       | ロンドン         | T20観光大臣会合 |
| 6  | 2015年9月30日         | トルコ         | アンタルヤ       | G20観光大臣会合 |
| 7  | 2016年5月20日         | 中国           | 北京             | G20観光大臣会合 |
| 8  | 2018年4月17日         | アルゼンチン   | ブエノスアイレス | G20観光大臣会合 |
| 9  | 2019年10月25日 - 26日 | 日本           | 北海道倶知安町   | G20観光大臣会合 |
| 10 | 2020年10月7日         | サウジアラビア | （テレビ会議）   | G20観光大臣会合 |

## 加盟国代表

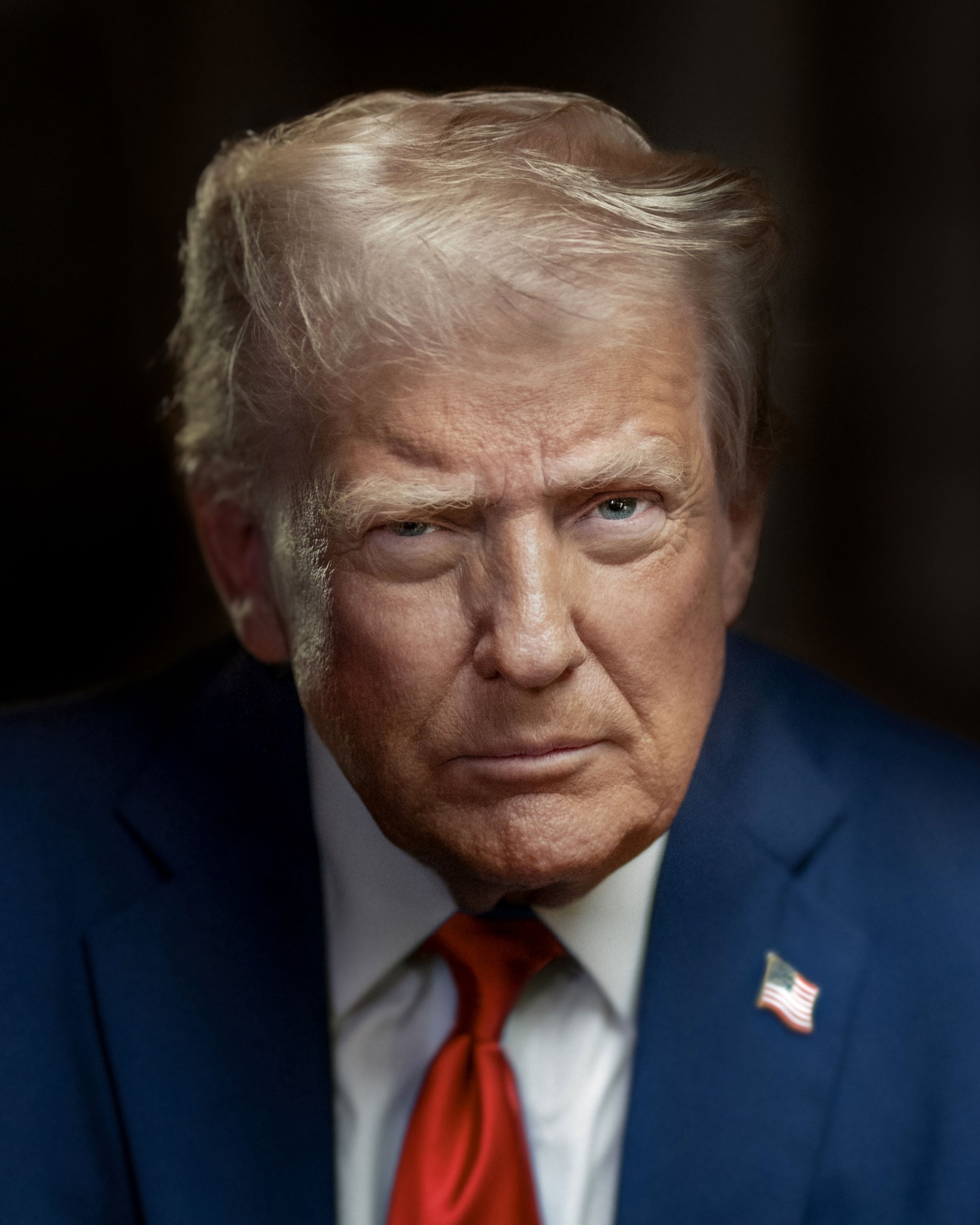
USA ドナルド・トランプ （大統領）
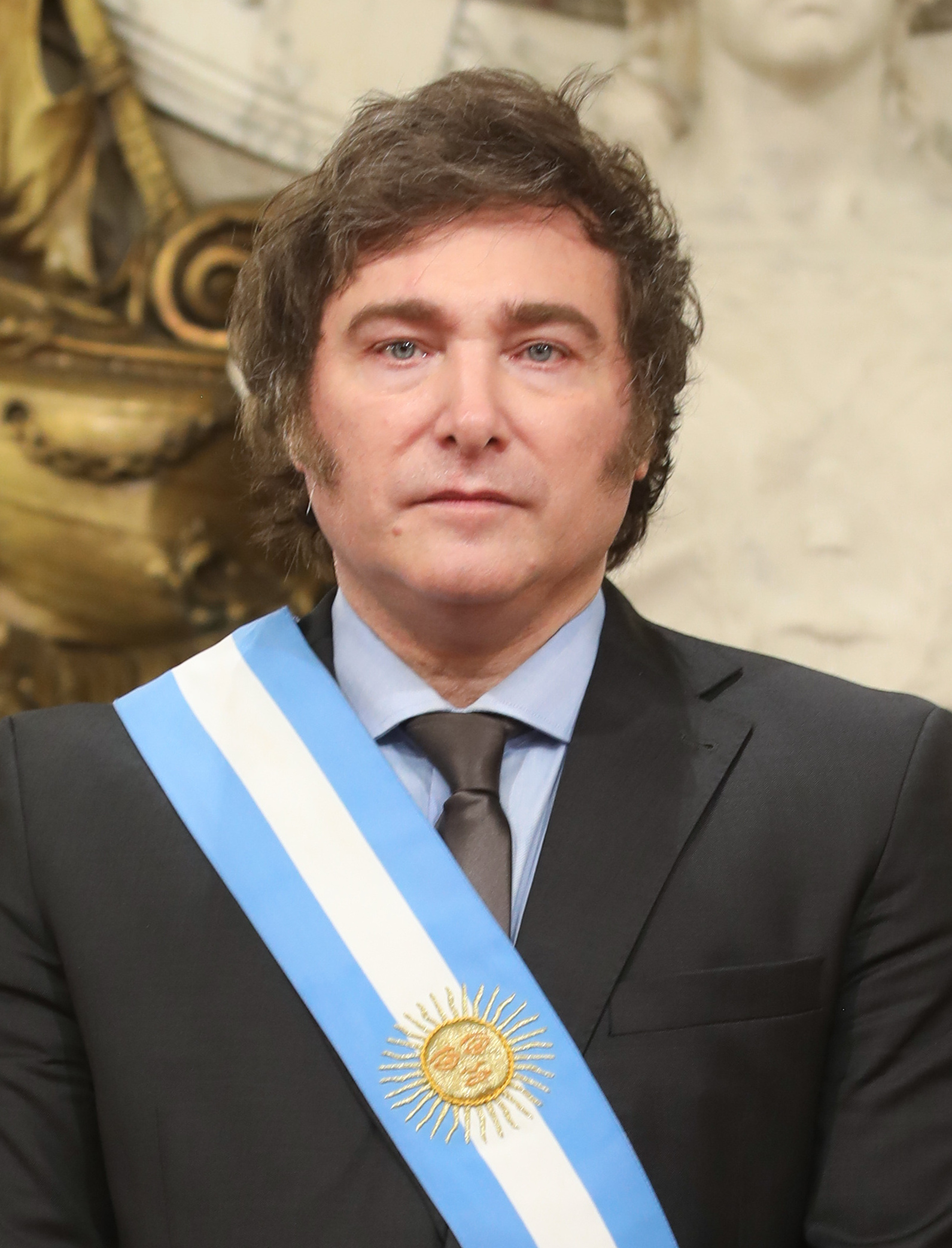
ARG ハビエル・ミレイ （大統領）
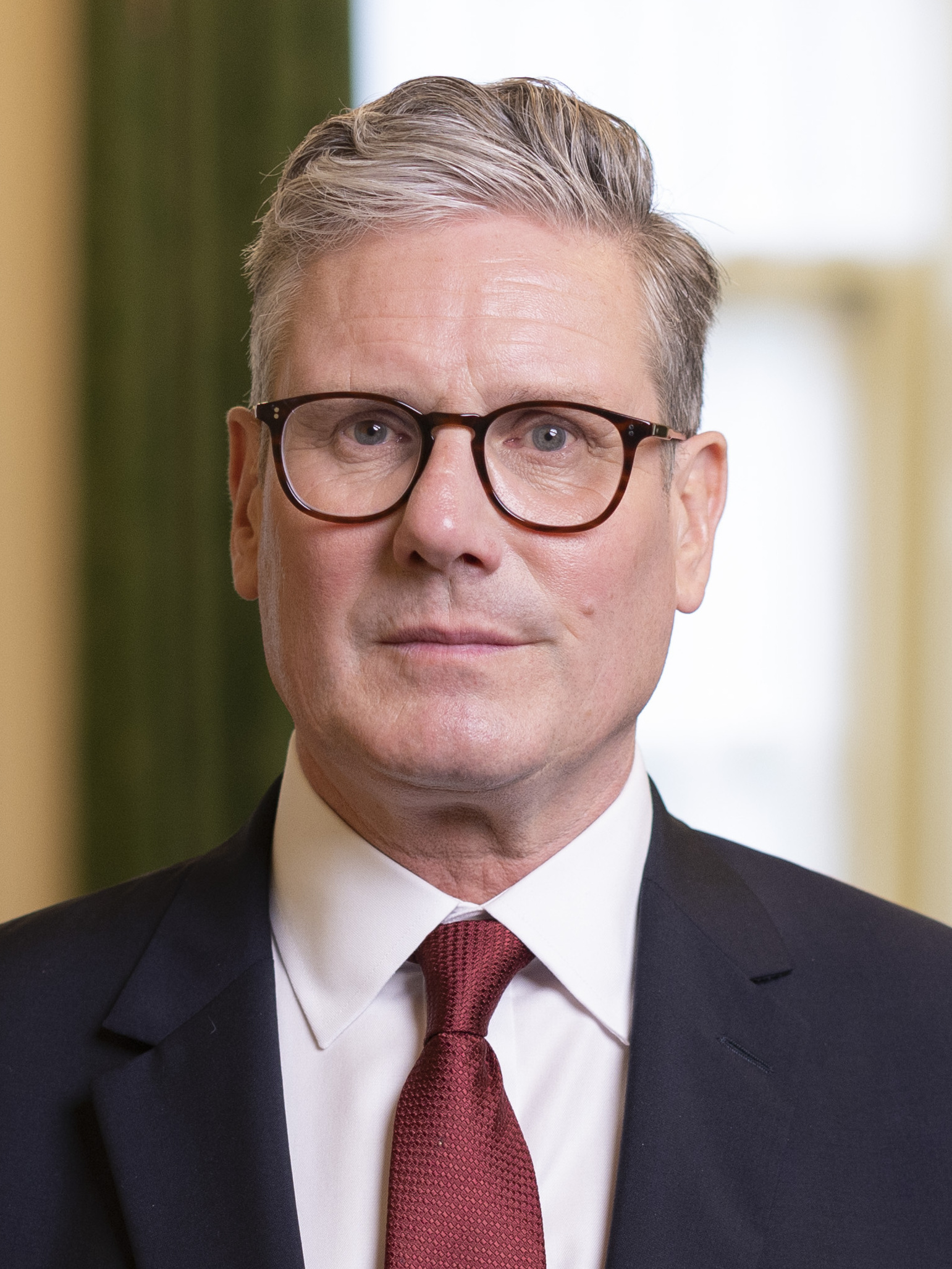
GBR キア・スターマー （首相）
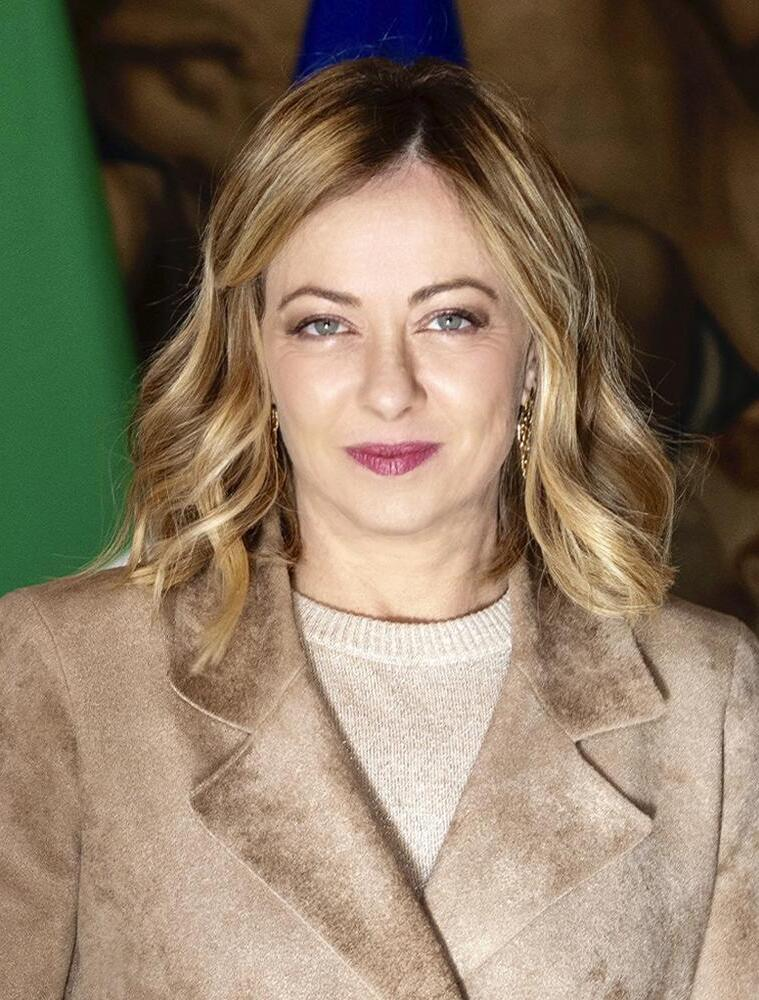
ITA ジョルジャ・メローニ （首相）
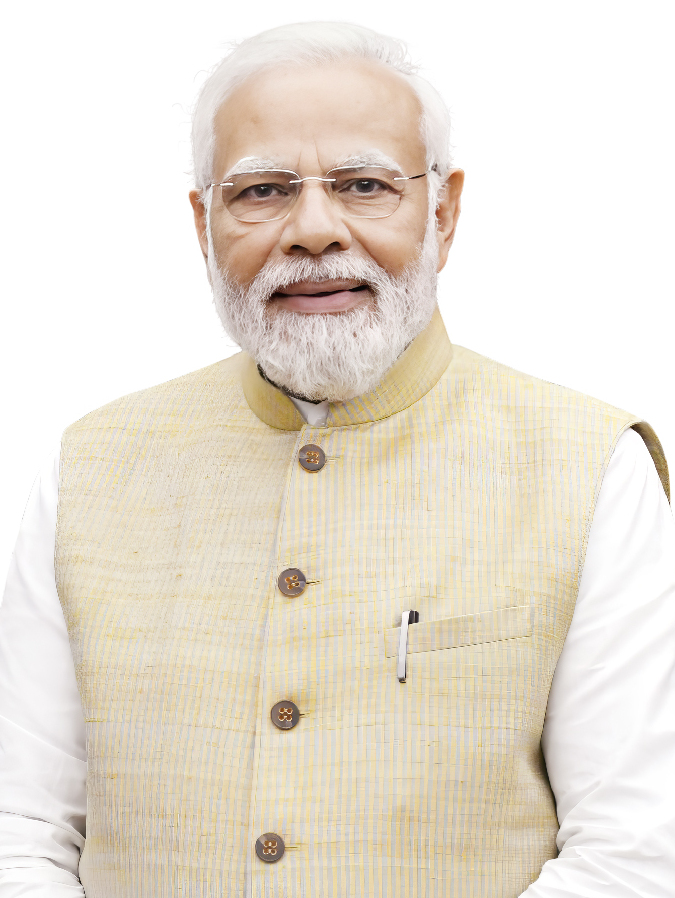
IND ナレンドラ・モディ （首相）
IDN プラボウォ・スビアント （大統領）
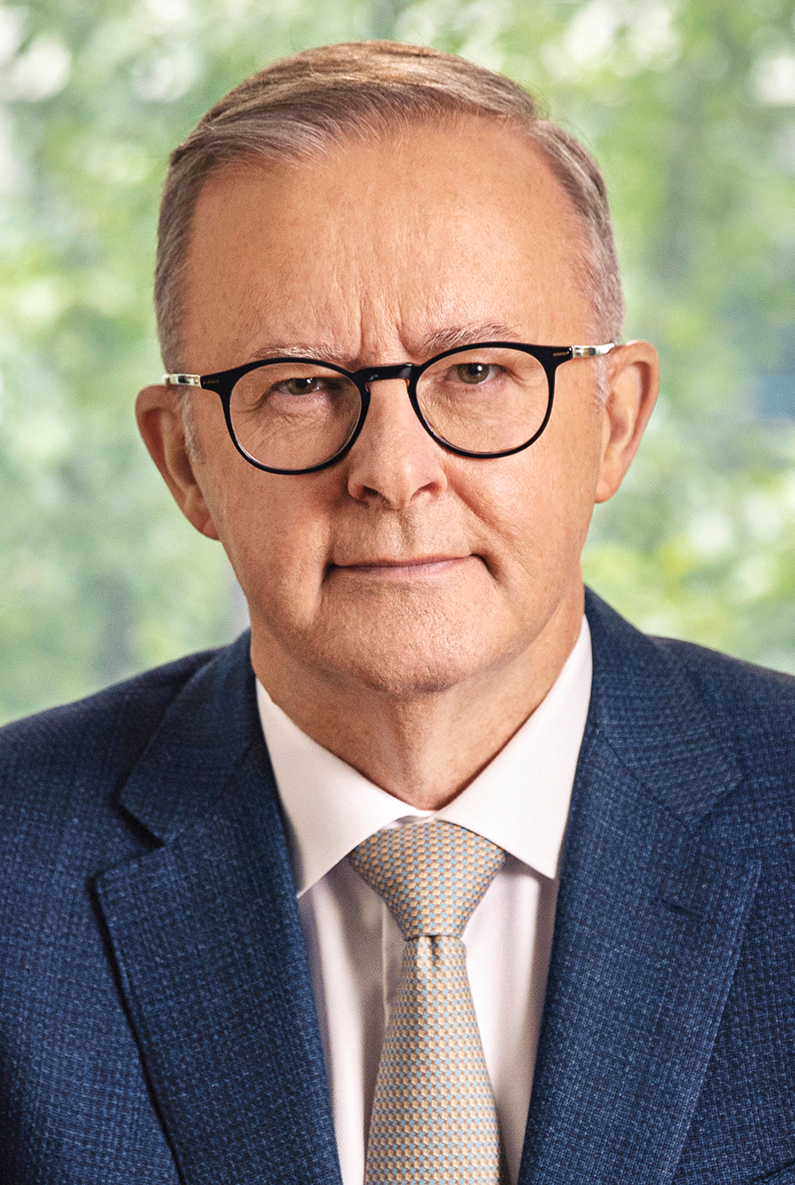
AUS アンソニー・アルバニージー （首相）
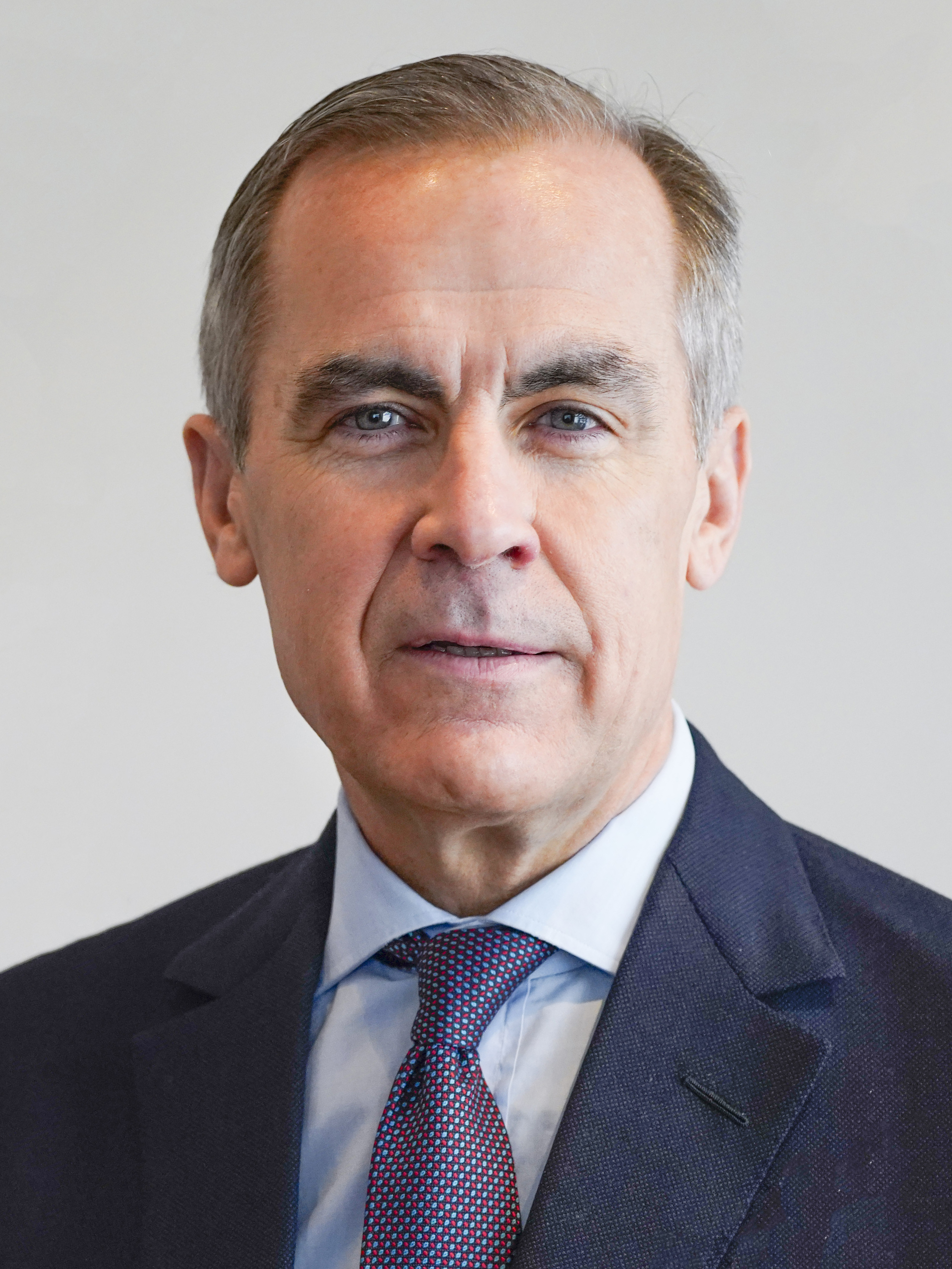
CAN マーク・カーニー （首相）
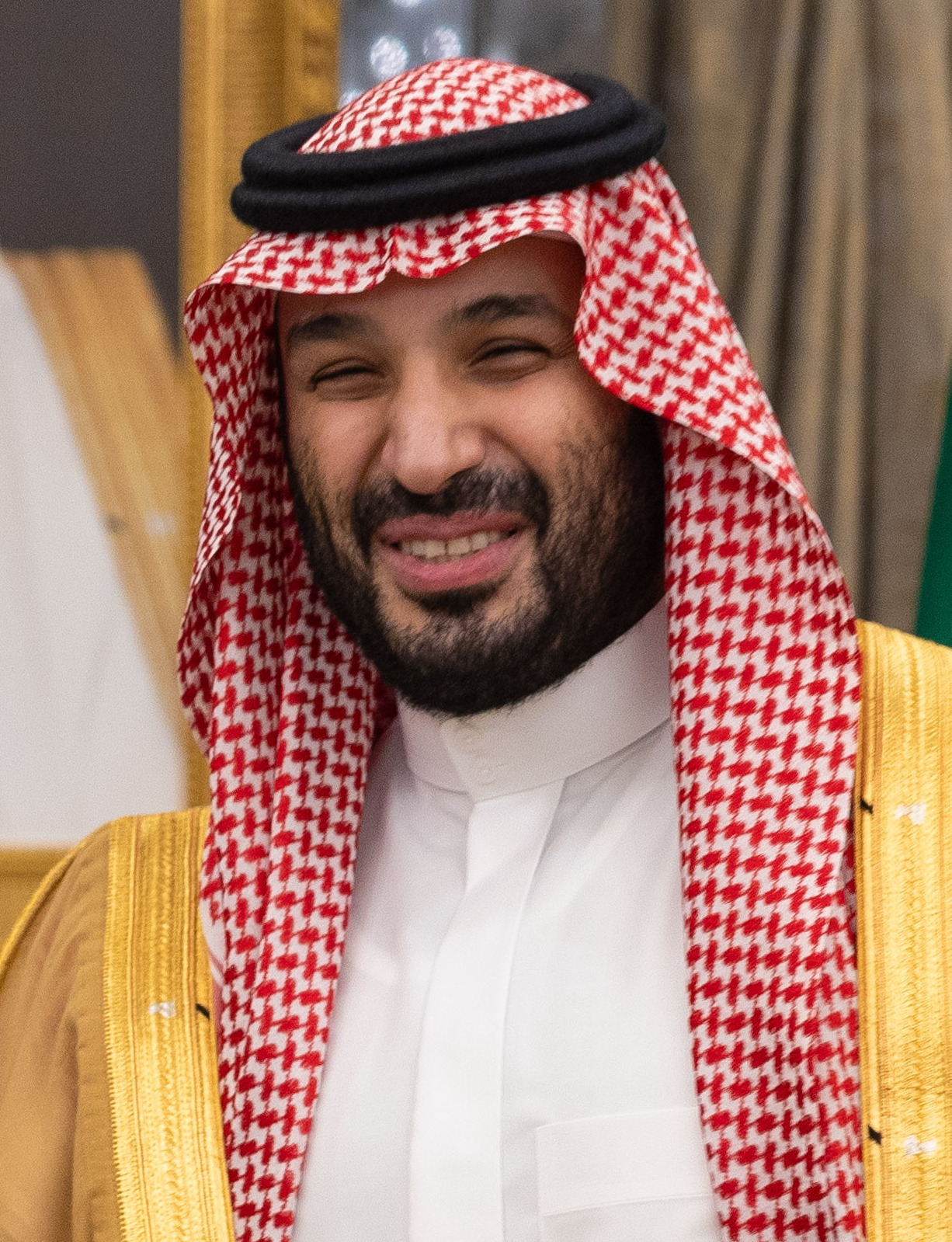
SAU ムハンマド・ビン・サルマーン （皇太子兼首相）
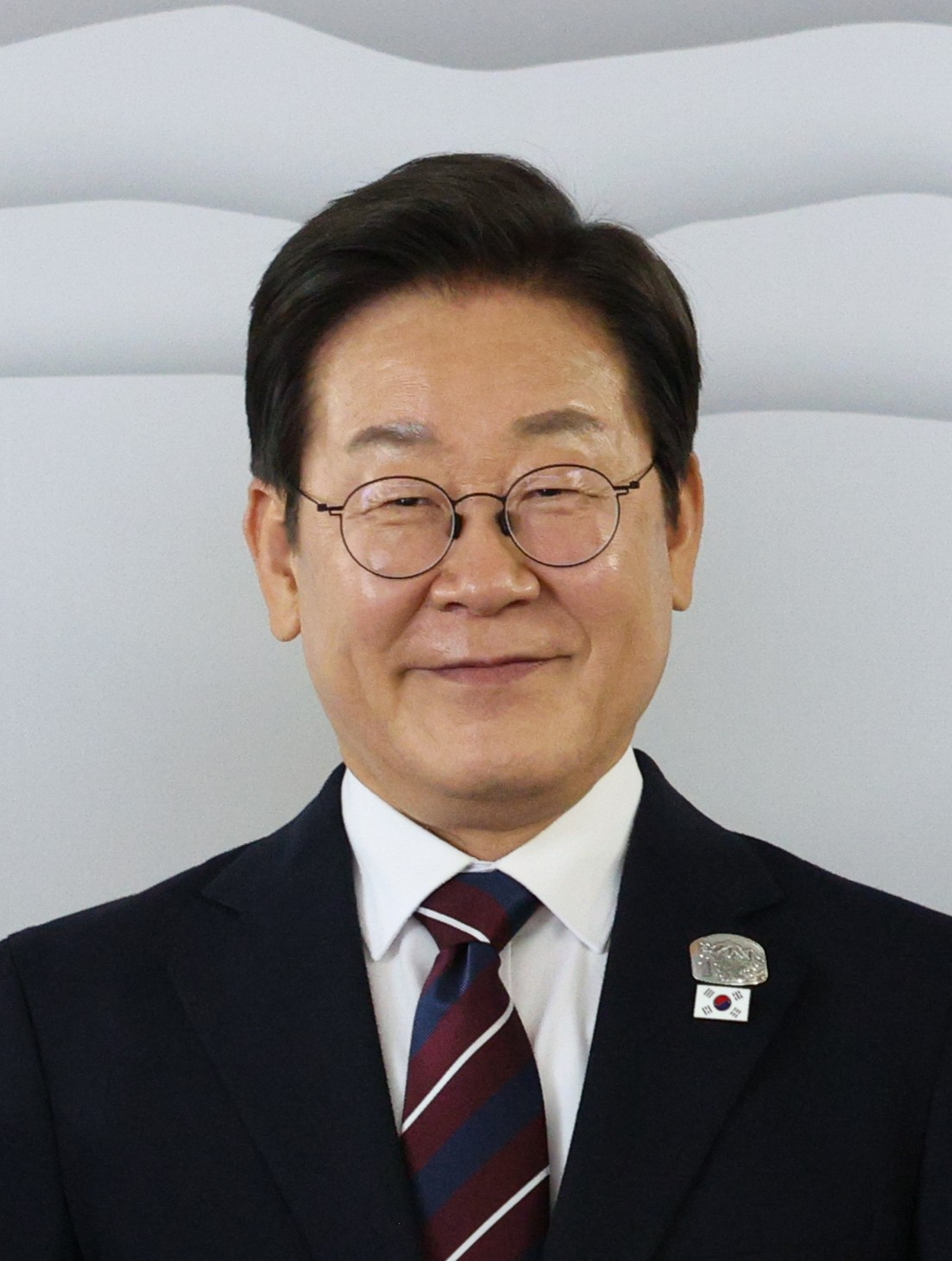
ROK 李在明 （大統領）
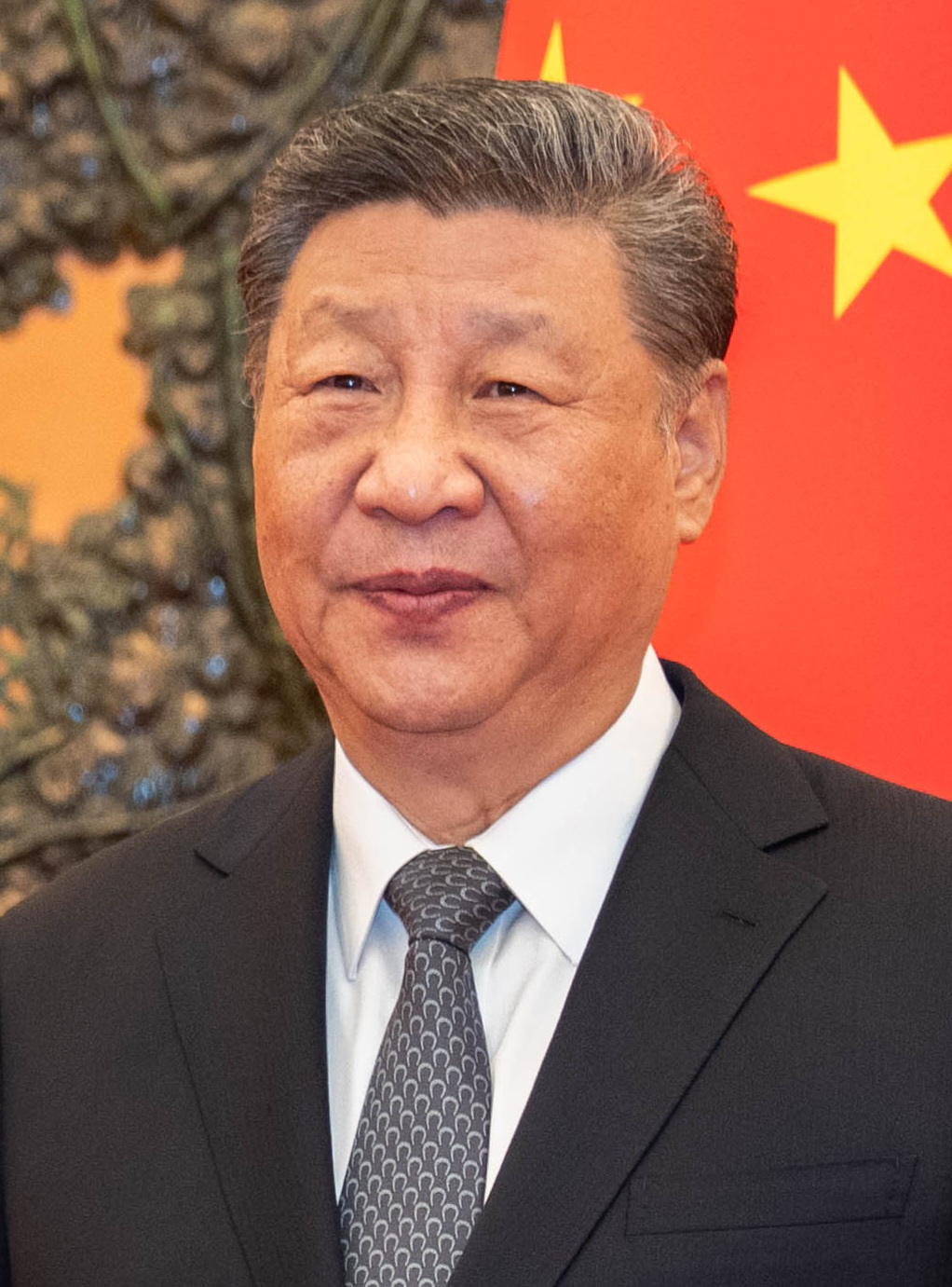
PRC 習近平 （党総書記兼国家主席）
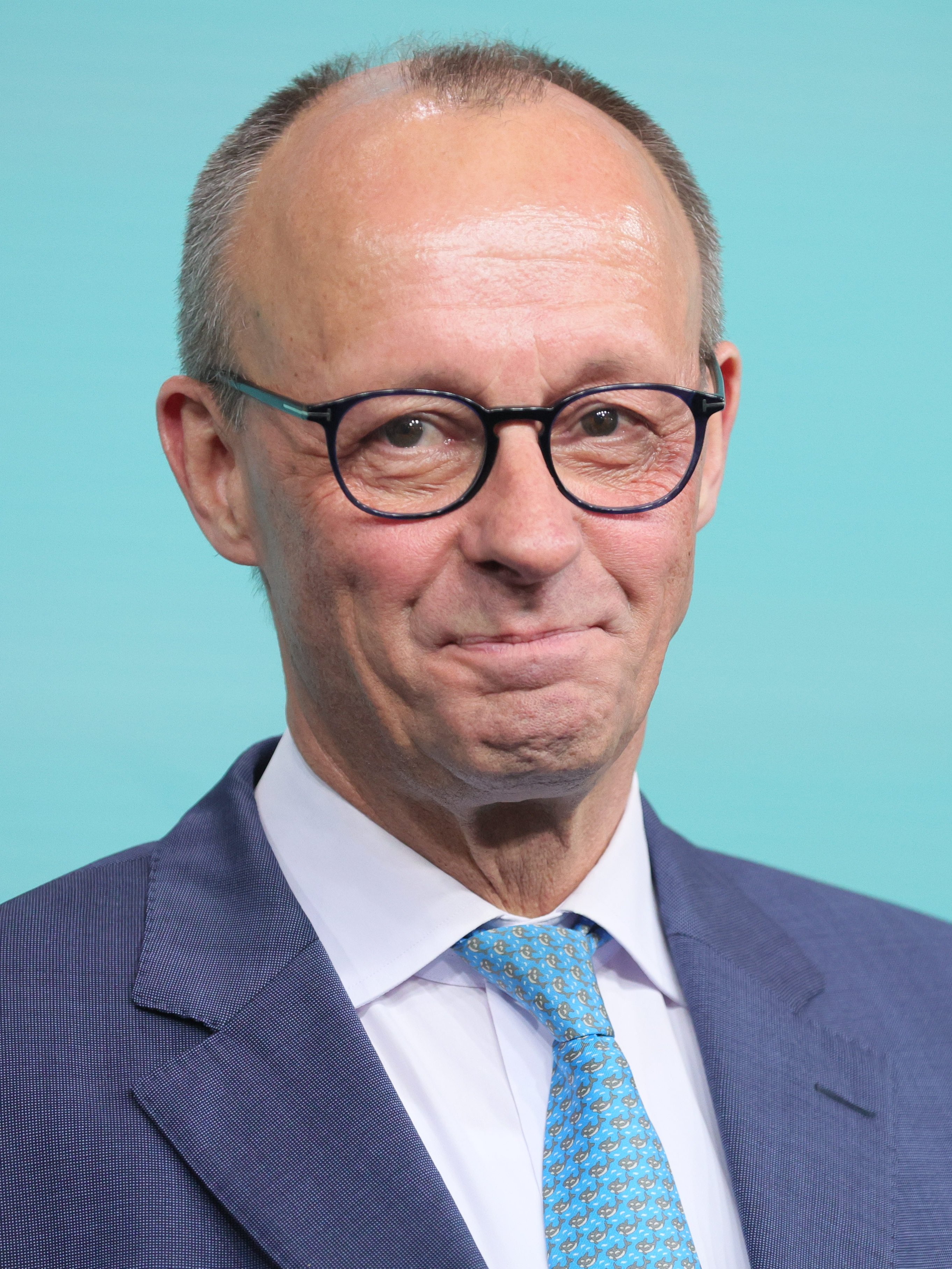
GER フリードリヒ・メルツ （首相）
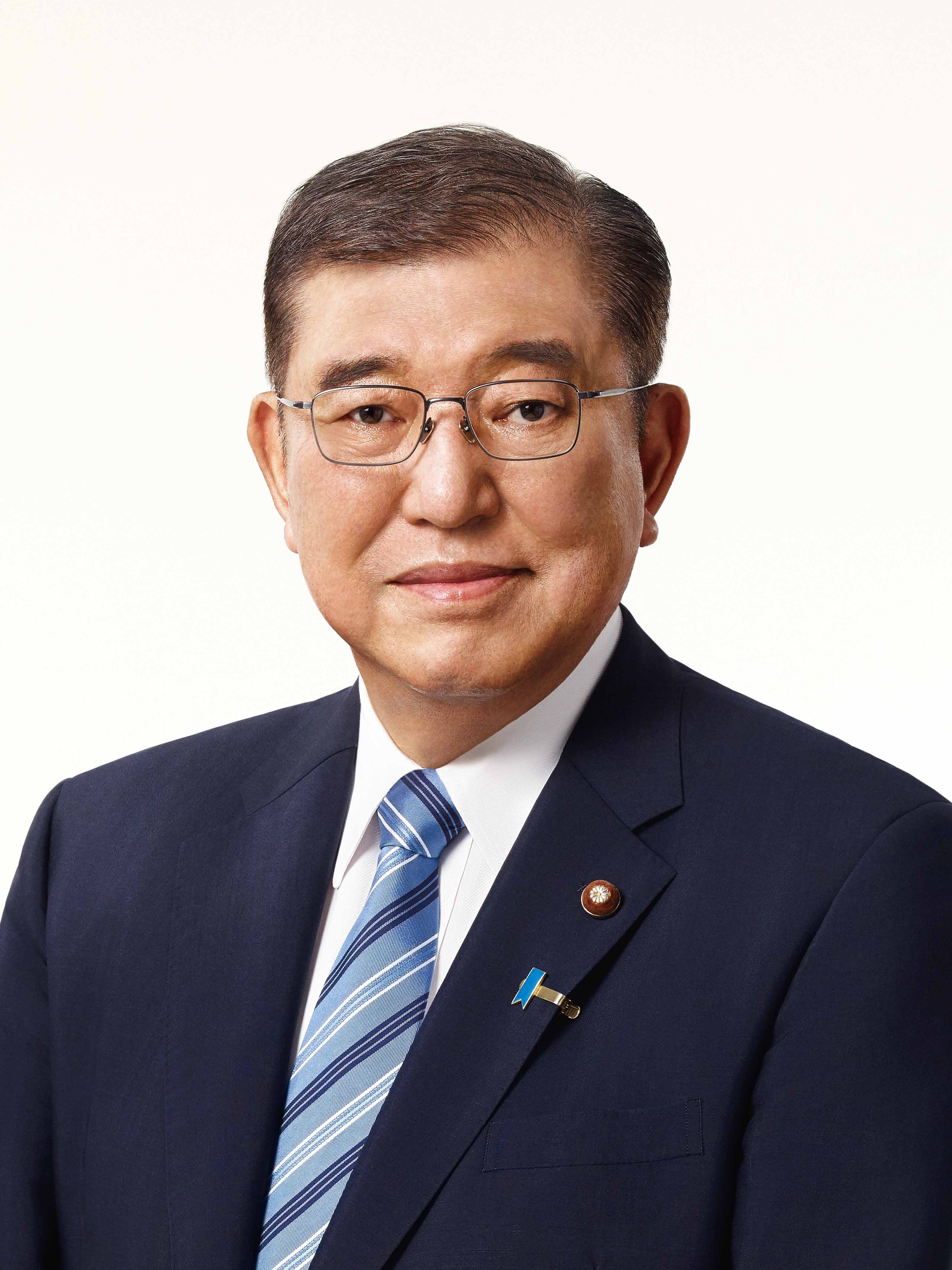
JPN 石破茂 （内閣総理大臣）
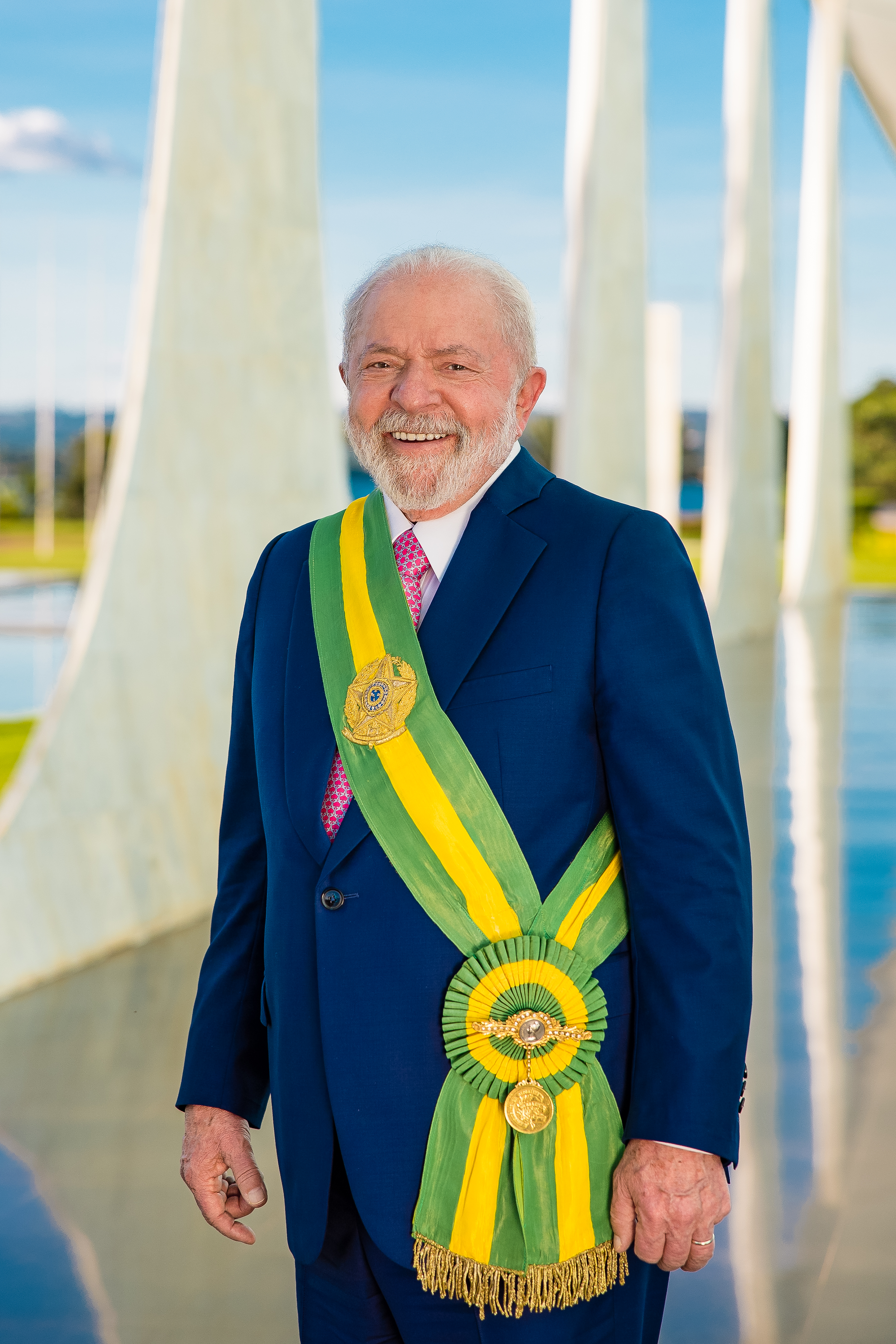
BRA ルイス・イナシオ・ルーラ・ダ・シルヴァ （大統領）
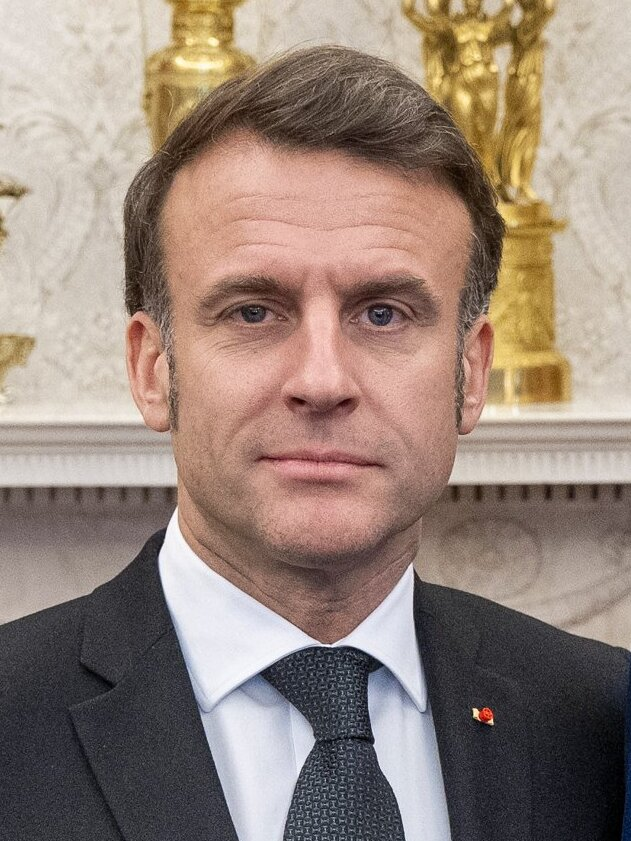
FRA エマニュエル・マクロン （大統領）
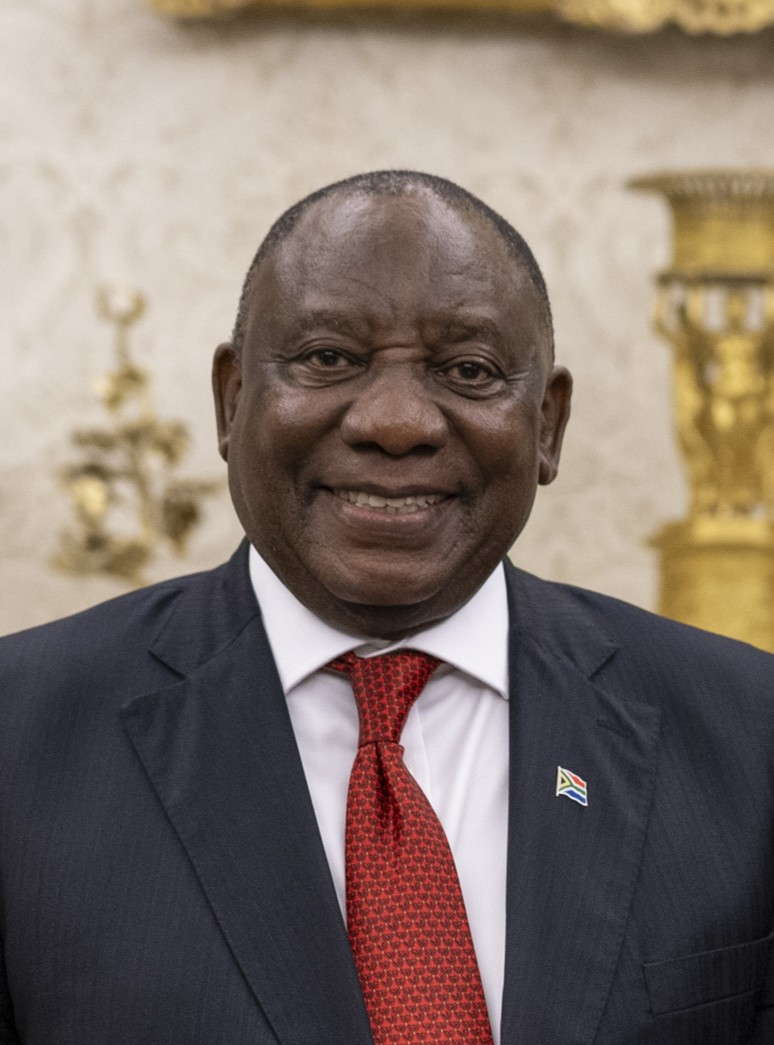
ZAF シリル・ラマポーザ （大統領）
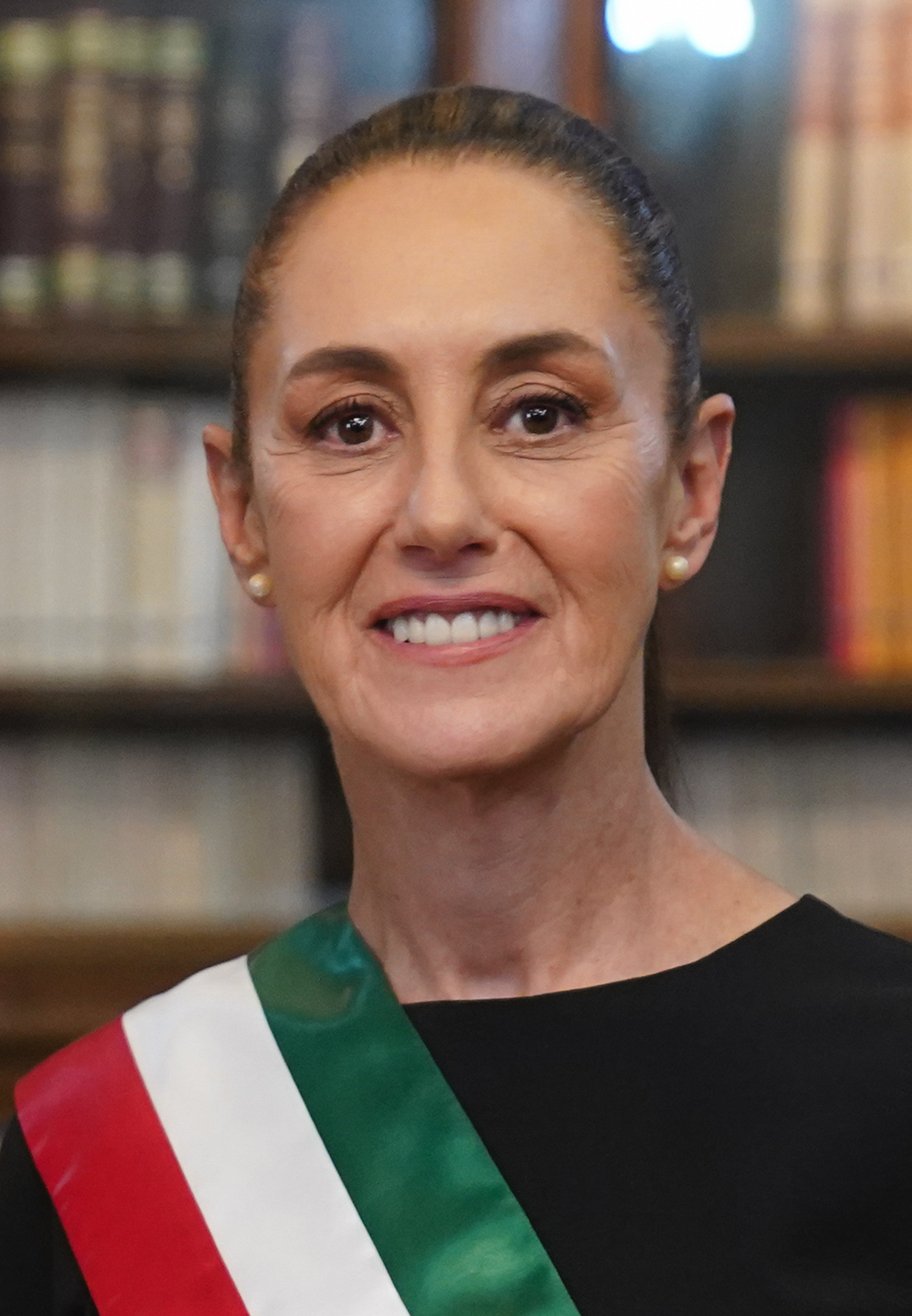
MEX クラウディア・シェインバウム （大統領）
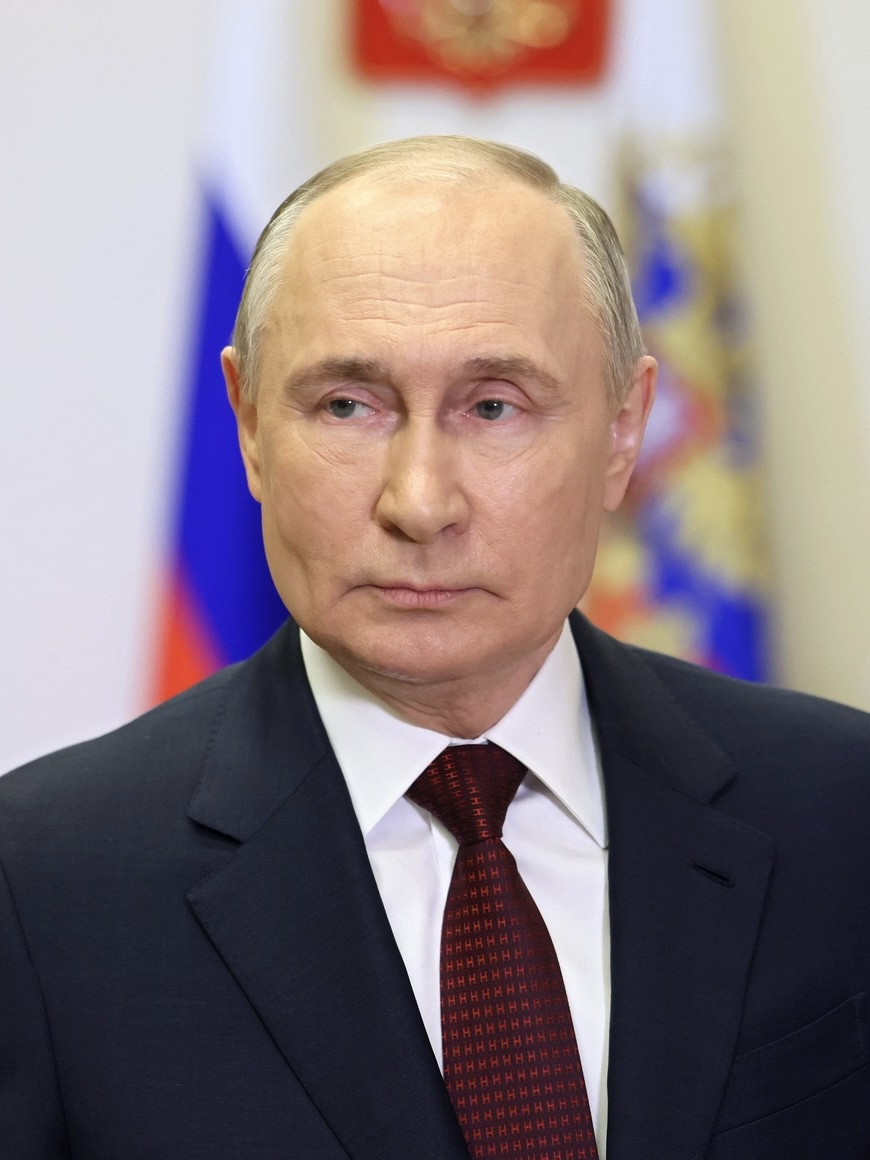
RUS ウラジーミル・プーチン （大統領）
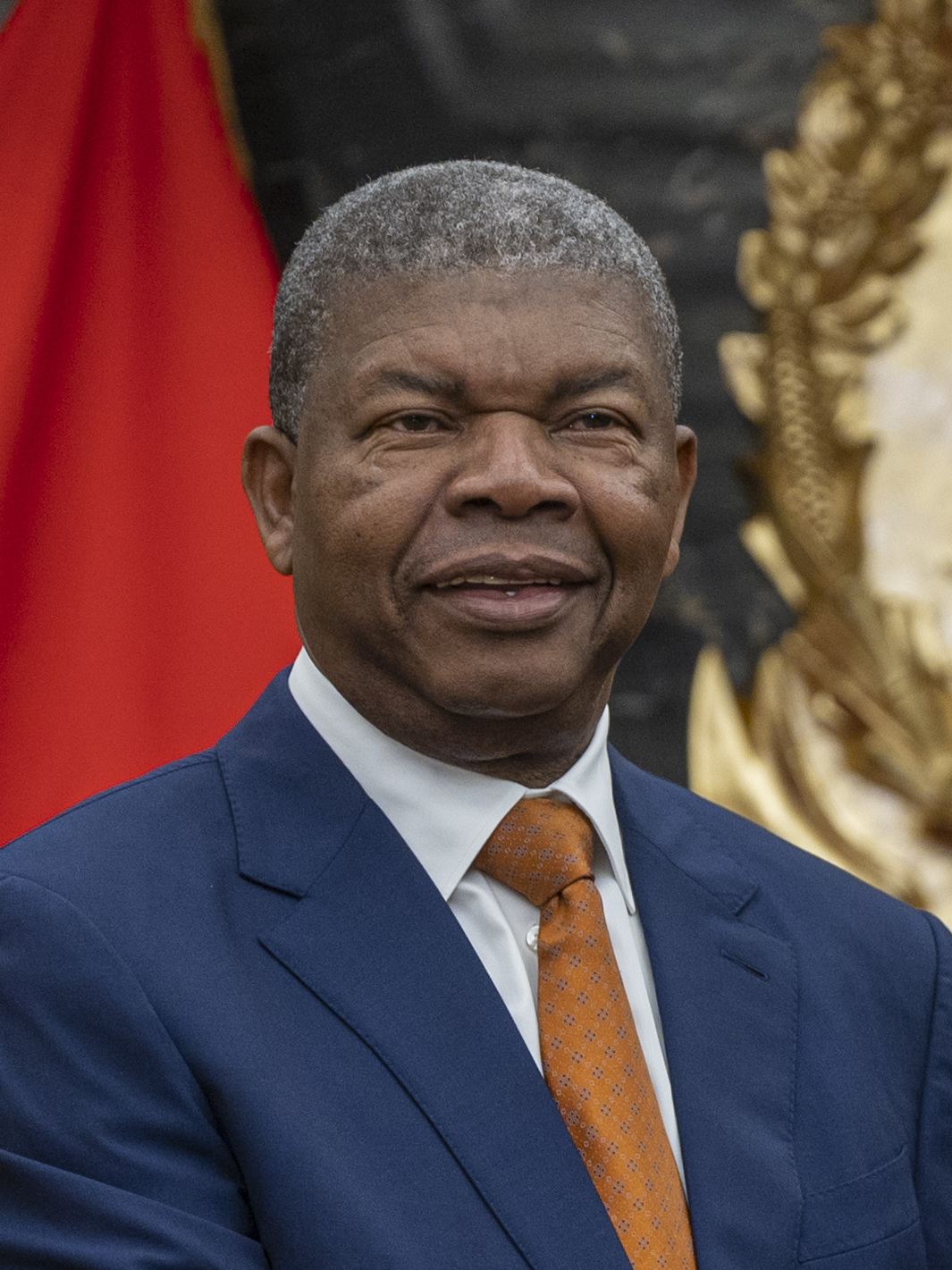
OAU ジョアン・ロウレンソ （総会議長）
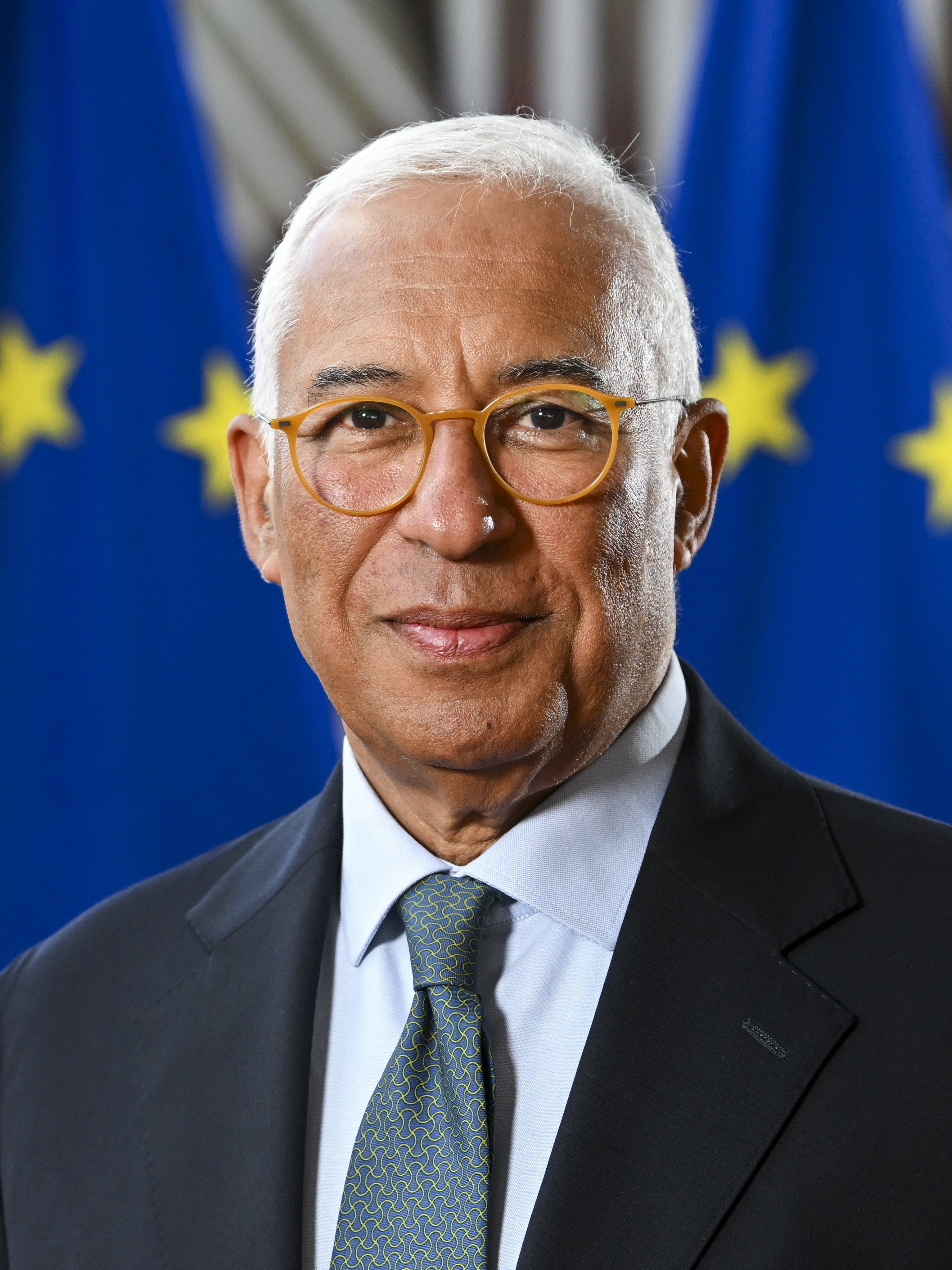
EUR アントニオ・コスタ （欧州理事会議長）
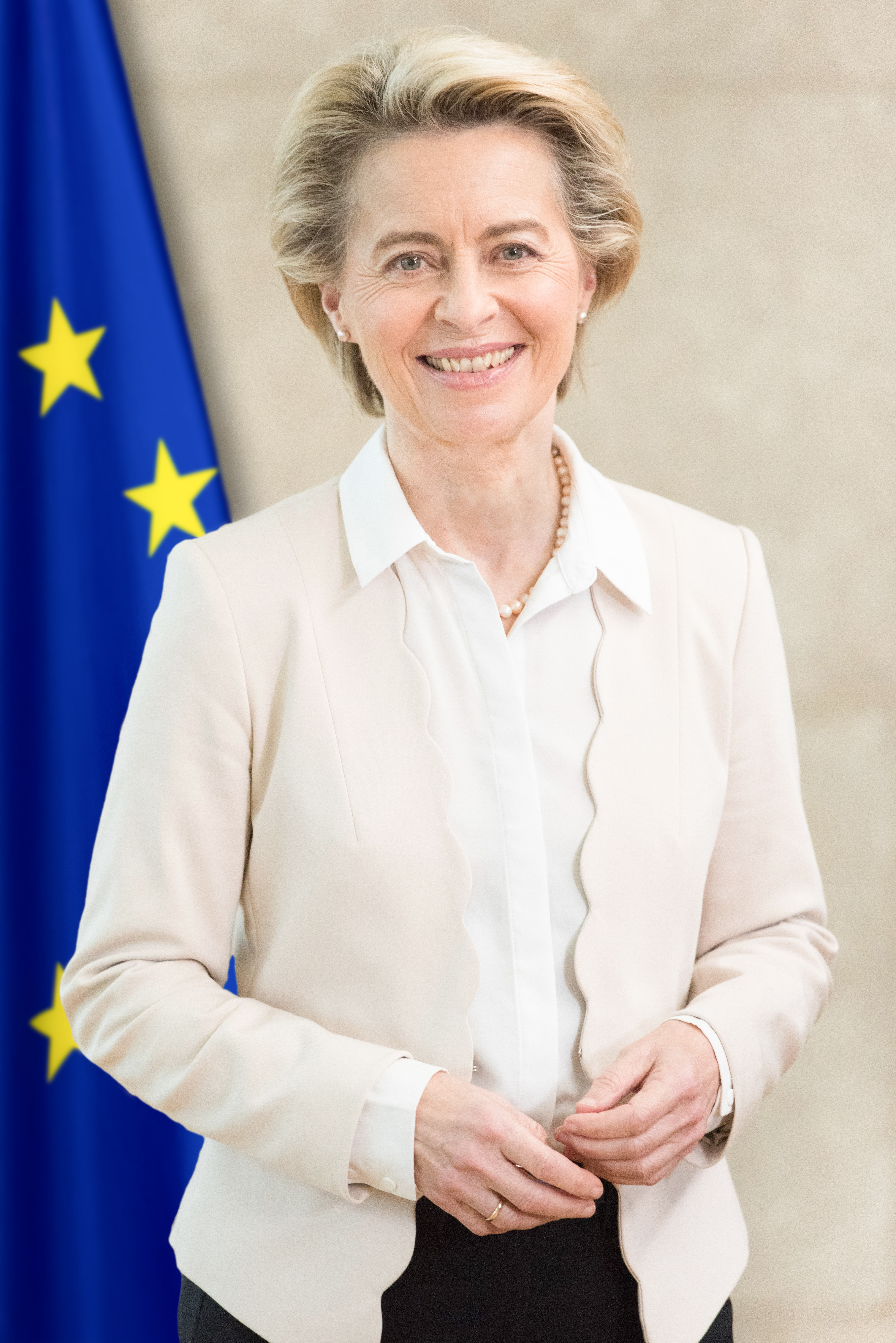
EUR ウルズラ・フォン・デア・ライエン （欧州委員会委員長）

- アメリカ合衆国
ドナルド・トランプ
（大統領）
- アルゼンチン
ハビエル・ミレイ
（大統領）
- イギリス
キア・スターマー
（首相）
- イタリア
ジョルジャ・メローニ
（首相）
- インド
ナレンドラ・モディ
（首相）
- インドネシア
プラボウォ・スビアント
（大統領）
- オーストラリア
アンソニー・アルバニージー
（首相）
- カナダ
マーク・カーニー
（首相）
- サウジアラビア
ムハンマド・ビン・サルマーン
（皇太子兼首相）
- 大韓民国
李在明
（大統領）
- 中華人民共和国
習近平
（党総書記兼国家主席）[注 1]
- ドイツ
フリードリヒ・メルツ
（首相）
- 日本
石破茂
（内閣総理大臣）
- ブラジル
ルイス・イナシオ・ルーラ・ダ・シルヴァ
（大統領）
- フランス
エマニュエル・マクロン
（大統領）
- 南アフリカ共和国
シリル・ラマポーザ
（大統領）
- メキシコ
クラウディア・シェインバウム
（大統領）
- ロシア
ウラジーミル・プーチン
（大統領）
- アフリカ連合
ジョアン・ロウレンソ
（総会議長）
- 欧州連合
アントニオ・コスタ
（欧州理事会議長）
- 欧州連合
ウルズラ・フォン・デア・ライエン
（欧州委員会委員長）

## 目的

### 金融
発足以来の主題として、世界経済の発展や国際貿易及び金融市場の規制における国際経済協調がある。米国、カナダ、ドイツの政策立案者によって構想された当初のG20の議題は、最大の発展途上国経済を対等なパートナーとして取り込む包括的な形式において、ソブリン債の持続可能性と世界金融の安定に非常に焦点を当てたものであった。2008年11月に開催された初の首脳によるサミットで、G20首脳陣は世界銀行や国際通貨基金（IMF）などの国際金融機関に、世界金融システムの再構築のため何兆ドルもの資金を提供する共同声明を発表した。

### 持続可能性
2015年に国連の持続可能な開発目標とパリ協定が採択された後、G20のアジェンダには移民・難民、デジタル化、雇用、ヘルスケア、女性の経済的地位向上、開発援助といった「世界的に重要な問題」が追加された。G20は世界炭素排出量の75%を占めるため気候変動抑制のカギとなるが、2015年から2021年の間に3兆3千億ドル以上の化石燃料企業への助成を行った。

### G7との違い
より歴史の長いG7も経済金融危機を発端としていたのは同じである。しかしG7は構成国が西側諸国のみと偏っており、2014年にクリミア併合を受けてG8からロシアを追い出したように政治思想が強いともされる。一方、G20は昔の東側諸国や第三世界なども多く含まれており、政治的・文化的・地理的に多様である。それ故、前述のクリミア併合や2022年のウクライナ侵攻を受け、西側諸国がロシア排除の圧力をかけるも、実現することはなかった。
近年はBRICSやMIKTAといった新興国の急速な経済発展により、相対的にG7の経済力と影響力が低下していることに伴い、世界経済に関してはG20がメインの議論場になっている。
参加国が多いということは合意形成が難しいことも意味する。2023年8月、インドが議長国として開催されたG20貿易・投資相会合ではウクライナ侵攻をめぐり意見が対立し、2年連続で閣僚声明の発表が見送られた。翌月に控えたG20首脳会議でも意見の取りまとめが難航することが予測された。このためインドのモディ首相は、G20首脳会議の本番で初日から首脳宣言を発表する異例のプロセスに踏み切った。ロシアのウクライナ侵攻に関しては前年の首脳宣言より内容が大幅に後退するものとなったが、宣言を出せない事態は回避された。

## 批判
G20はG7と比べれば多様だが、それでも固定された20か国しか参加できないため、非構成国からは独占性を批判されている。
経済規模の大きな国によって構成されているが、議論の焦点が経済格差、低所得国の債務問題、環境問題や自国の大企業に対する規制などの問題に十分に当たっておらず、国際社会全体のためではなく自国の利益を追求するための議論の場となっているという、G20の公平性に対する批判も存在する。2010年にカナダのトロントで行われたサミットの際には大規模な抗議デモが起きた他、当時ノルウェーの外相であったヨーナス・ガール・ストーレ氏が「G20は第二次世界大戦以来、最も大きな後退である」と非難した。また、2014年のオーストラリア・ブリスベンサミットの際にはおよそ2,000人がG20に抗議してデモを行った。さらに、2017年にドイツ・ハンブルクで開催されたサミットでは、「G20抗議の波（G20 Waves of Protest）」と呼ばれる抗議活動も行われた。これには環境保護を訴えるNGO・グリーンピース（Greenpeace）、貧困問題に関する活動を行う国際協力団体・オックスファムのドイツ支部（Oxfam Germany）に加えて、ドイツ国内の反資本主義組織といくつかの政党が関わった。
このためアフリカ連合のG20入りが検討されており、2023年にアフリカ連合はG20の正式メンバーになった。